# Comuna Dăbâca, Cluj
Dăbâca (în germană Doboka sau Dabuke, în maghiară Doboka) este o comună în județul Cluj, Transilvania, România, formată din satele Dăbâca (reședința), Luna de Jos și Pâglișa. Este situată în nord-estul Dealurilor Clujului, pe râul Lonea.

## Toponimie
Denumirea satului este una de origine slavă, derivând din cuvântul dlubocu (adâncitură). Poate proveni și după numele căpeteniei maghiar Doboka. Odată cu secolul al XIII-lea Dăbâca apare menționată în documentele timpului - Dobuk (1219), Villa castri de Doboka / Dobokawarfolua (1279), Terra Doboka (1308), Dobaca (1308), Villa Doboca (1315), Dabaka (1321), De Boca (1332), Debika (1839), Dobika (1850), Doboka (1854).

## Istoric
Târgul Dăbâca apare menționat pentru prima oară în 1064, fiind format pe atunci din cetatea Dăbâca și o localitate formată lângă ea. În 1164 este menționat comitatul Dăbâca și comitele de Dăbâca, Leustachius, care va deveni căpetenia țării în 1176. Într-un alt document, datat 1166, este menționat Wido, fiu al comitelui de Dobuca. Din perioada 1214-1219 există și primele menționări ale cetății Dăbâca ca și reședință a comitatului.
Primele cercetări ale cetății aparțin din 1837 lui K. Hodor, urmate in 1942 de sondajul arheologic al lui K. Crettier și apoi de o cercetare arheologică amănunțită inițiată in 1964 de către echipa lui Constantin Daicoviciu. Cetatea are forma inelară și era formată dintr-un număr de patru incinte fortificate, cu un diametru total de 600 m. Este așezată pe terasă superioară a Văii Lonei si avea rolul de a menține controlul asupra drumului de transport al sării de la Sic la Poarta Meseșului.
În lucrarea Gesta Hungarorum a cronicarului Anonymus, apare menționat ducatul lui Gelu ca întinzându-se de la Valea Someșului până la Poarta Meseșului. Cercetările arheologice au arătat o locuire datată înaintea sosirii ungurilor dar nu au putut dovedi naționalitatea populației din zona cetății Dăbâca. 
În 1068, la Chiraleș, aproape de Dăbâca, a avut loc lupta dintre regele Solomon (14 ani) alături de ducii Geisa și Ladislau împotriva pecenegilor și a românilor conduși de Osul și aflați în retragere. Timp de o săptămână înaintea luptei Solomon și aliații săi și-au adăpostit oștirile la Dăbâca (in urbem Dobuka), în așteptarea apropierii dușmanilor.
În 1279 regele Ladislau Cumanul al Ungariei va dona satele cetății Dăbâca banului Micud de Severin, iar domeniul va rămâne în proprietatea familiei acestuia. O altă mențiune a satelor comunei avem din secolul al XVIII-lea, când acestea sunt incluse în domeniul Bonțida al lui Gheorghe Bánffy, guvernator al Transilvaniei.

## Date geografice
Dăbâca se află în Podișul Someșan, la 35 km de municipiul Cluj-Napoca. Teritoriul comunei include în proporție de 90% din suprafața comunei Valea Lonei și, pe o porțiune mai mică, Valea Someșului Mic. Altitudinile medii sunt de 300-350 m, cu maxime atinse pe Dealul Dâmbu lui Carol (577 m), Dealul Fata (547 m) și Dealul Cocoșed (492 m). Comuna are în componența satele Dăbâca, Pâglișa și Luna de Jos. Se învecinează la nord cu comuna Panticeu, la sud cu Borșa și Bonțida, la vest cu Vultureni, iar la est cu comunele Cornești și Iclod.

### Clima
Clima este una temperată cu influențe sensibil oceanice. Temperatura medie anuală este de 10 °C, cu minime de -30...-32 °C și maxime de 39 °C . Temperaturile se mențin ușor mai ridicate pe Culoarul Someșului și puțin mai mici pe porțiunea aparținând văii Lonei.

### Flora și fauna
Fondul forestier al zonei este alcătuit mai ales din specii de stejari sud-europeni, cer (Quercus cernis) și gârniță (Quercus frainetto) până la altitudinile de 350 m. La altitudinile superioare se întâlnesc mai ales gorunul, stejarul pedunculat (Quercus robur), fagul, frasinul, arțarul țărănesc (Acer tataricum), ulmul. Mai sunt prezente, în proporție mai redusă, plopul, aninul negru, salcia, aninul alb, socul negru, alunul, păducelul, măcieșul, cornul ș.a.
Fauna este compusă din specii cum ar fi pisica sălbatică (Felix silvestris), ciuful de pădure (asia oxus), pițigoiul mare (Parus major), căprioare, vulpi, lupi, mistreți, iepuri etc.

### Solurile
Solurile zonei sunt formate mai ales din cernoziomuri argiloiluviale, soluri negre clinohidromorfe, soluri cernoziomoide și în proporție mai redusă alte tipuri de soluri.

## Demografie
Componența etnică a comunei Dăbâca
     Români (86,15%)
     Romi (3,2%)
     Maghiari (2,71%)
     Alte etnii (7,93%)
Componența confesională a comunei Dăbâca
     Ortodocși (78,08%)
     Greco-catolici (4,24%)
     Reformați (4,04%)
     Penticostali (3,62%)
     Alte religii (1,81%)
     Necunoscută (8,21%)
Conform recensământului efectuat în 2021, populația comunei Dăbâca se ridică la 1.437 de locuitori, în scădere față de recensământul anterior din 2011, când fuseseră înregistrați 1.543 de locuitori. Majoritatea locuitorilor sunt români (86,15%), cu minorități de romi (3,2%) și maghiari (2,71%). Din punct de vedere confesional, majoritatea locuitorilor sunt ortodocși (78,08%), cu minorități de greco-catolici (4,24%), reformați (4,04%) și penticostali (3,62%), iar pentru 8,21% nu se cunoaște apartenența confesională.

## Politică și administrație
Comuna Dăbâca este administrată de un primar și un consiliu local compus din 9 consilieri. Primarul, Emil Cioban[*], de la Partidul Național Liberal, este în funcție din 2016. Începând cu alegerile locale din 2024, consiliul local are următoarea componență pe partide politice:
|  | Partid                    | Consilieri | Componența Consiliului | Componența Consiliului | Componența Consiliului | Componența Consiliului | Componența Consiliului |
|  | ------------------------- | ---------- | ---------------------- | ---------------------- | ---------------------- | ---------------------- | ---------------------- |
|  | Partidul Național Liberal | 5          |                        |                        |                        |                        |                        |
|  | Partidul Social Democrat  | 4          |                        |                        |                        |                        |                        |

## Demografie istorie
Populația comunei a evoluat de-a lungul timpului astfel:
Dăbâca - evoluția demografică

|  | Graficele sunt indisponibile din cauza unor probleme tehnice. Mai multe informații se găsesc la Phabricator și la wiki-ul MediaWiki. |

Date: Recensăminte sau birourile de statistică - grafică realizată de Wikipedia

## Lăcașuri de cult
- Biserica Reformată-Calvină din 1743

## Obiective turistice
- Cetatea Dăbâca
- Biserica reformată din Dăbâca
- Conacul "Rhedy" (din secolul al XVIII-lea)
- Castelul "Teleki" din Luna de Jos
- Dealurile Clujului de Est (sit de importanță comunitară inclus în rețeaua europeană Natura 2000 în România)

## Imagini

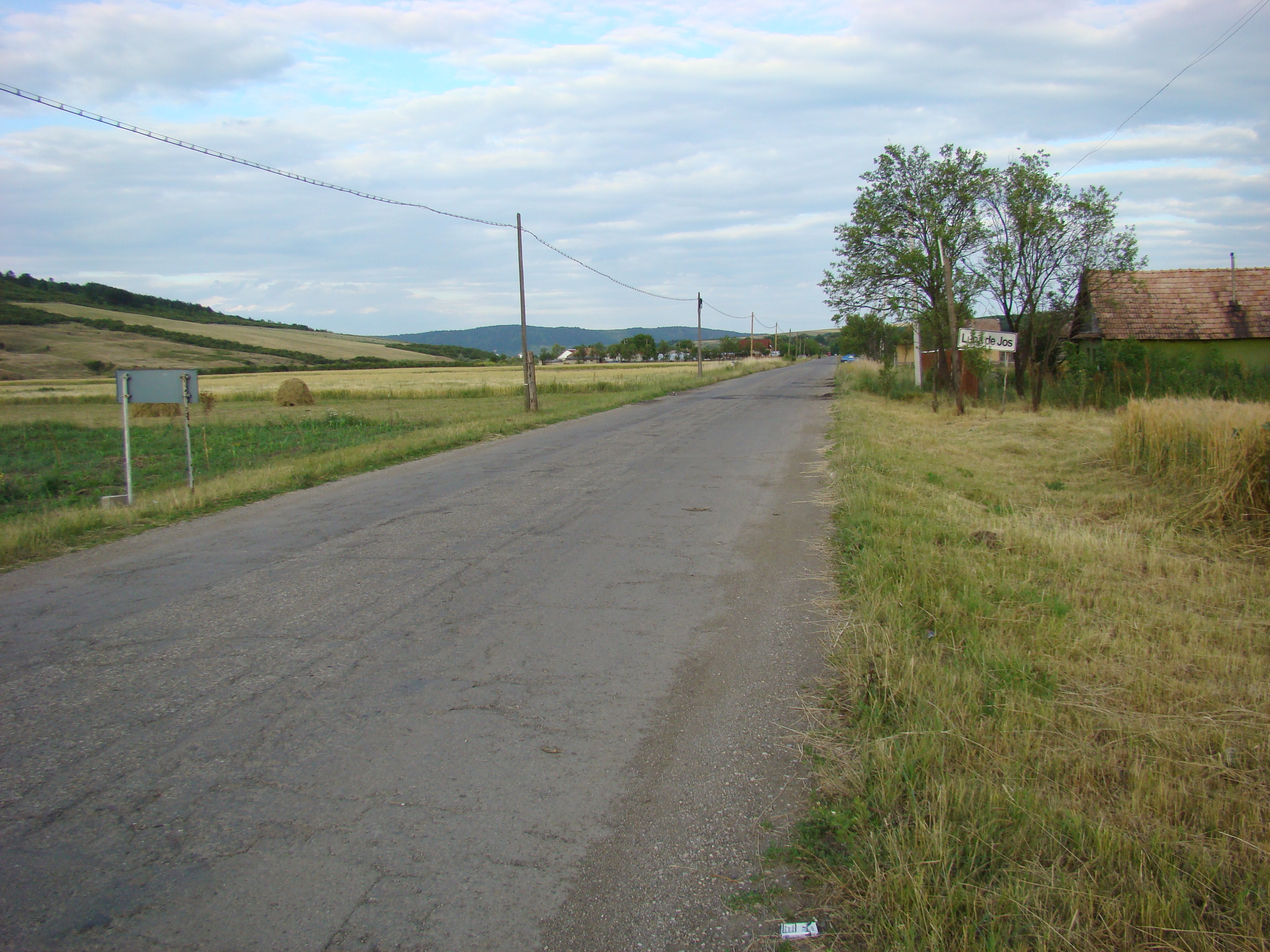
Intrarea în satul Luna de Jos
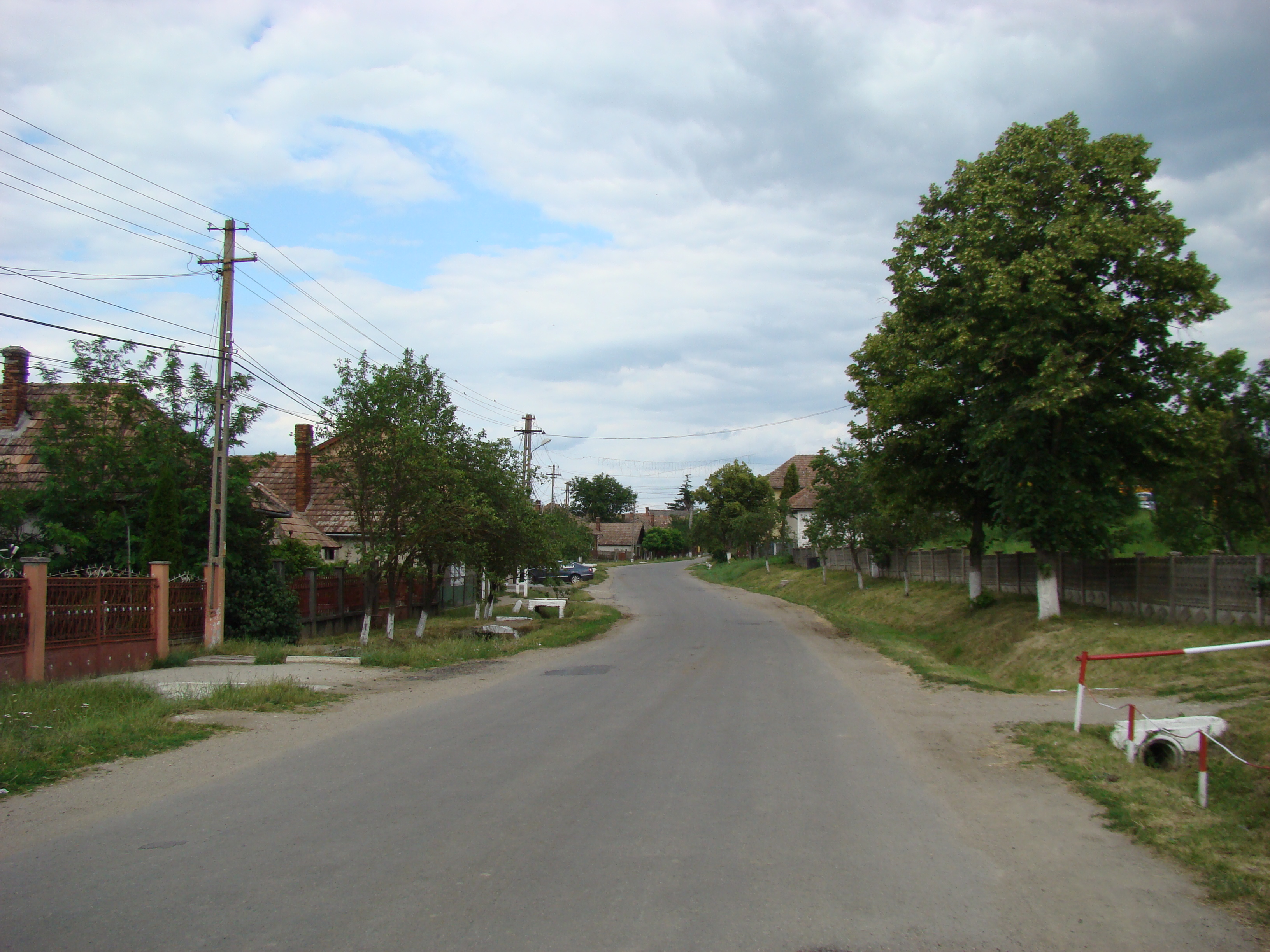
Luna de Jos
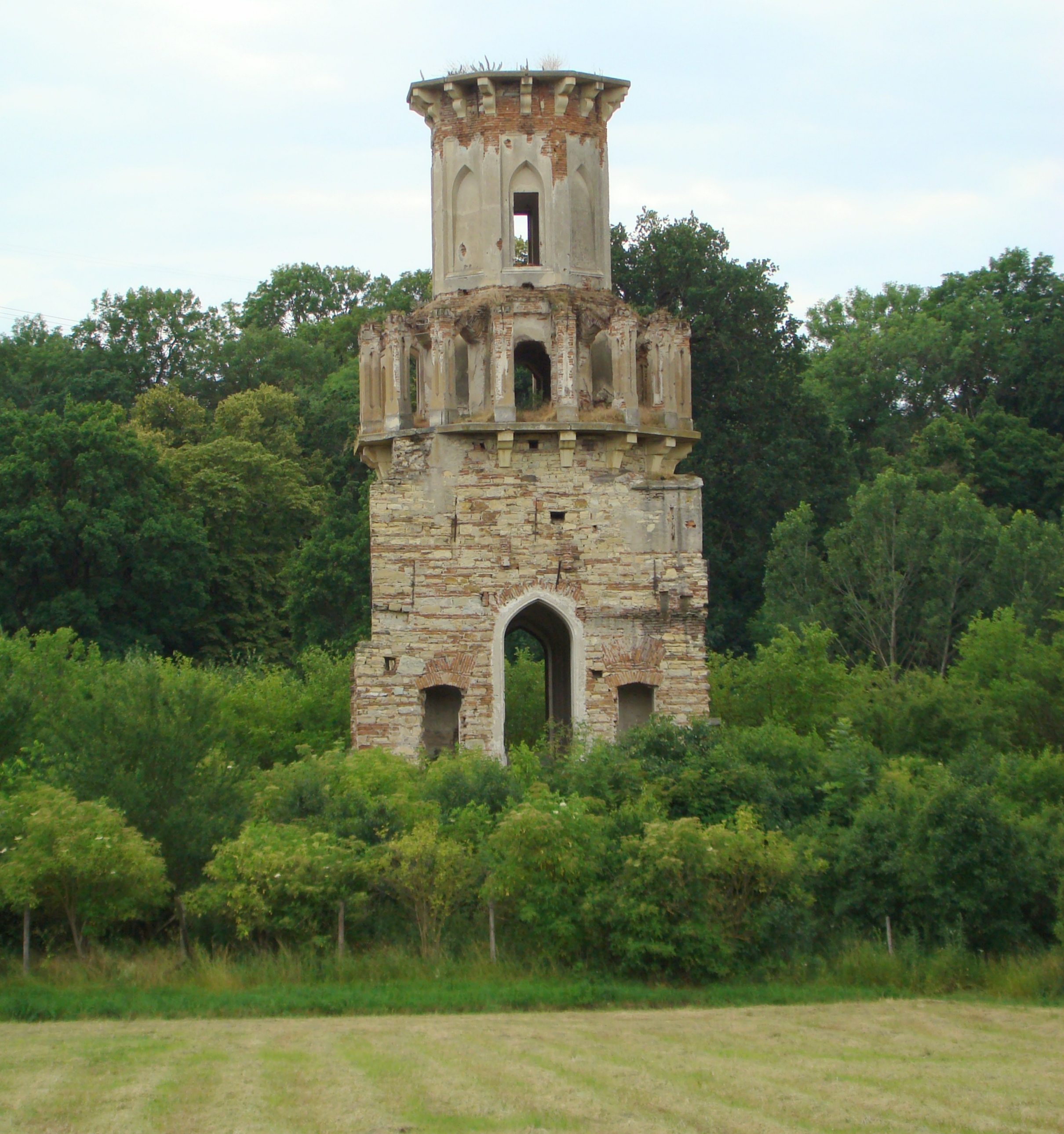
Turnul de vânătoare al Castelului "Teleki" din Luna de Jos
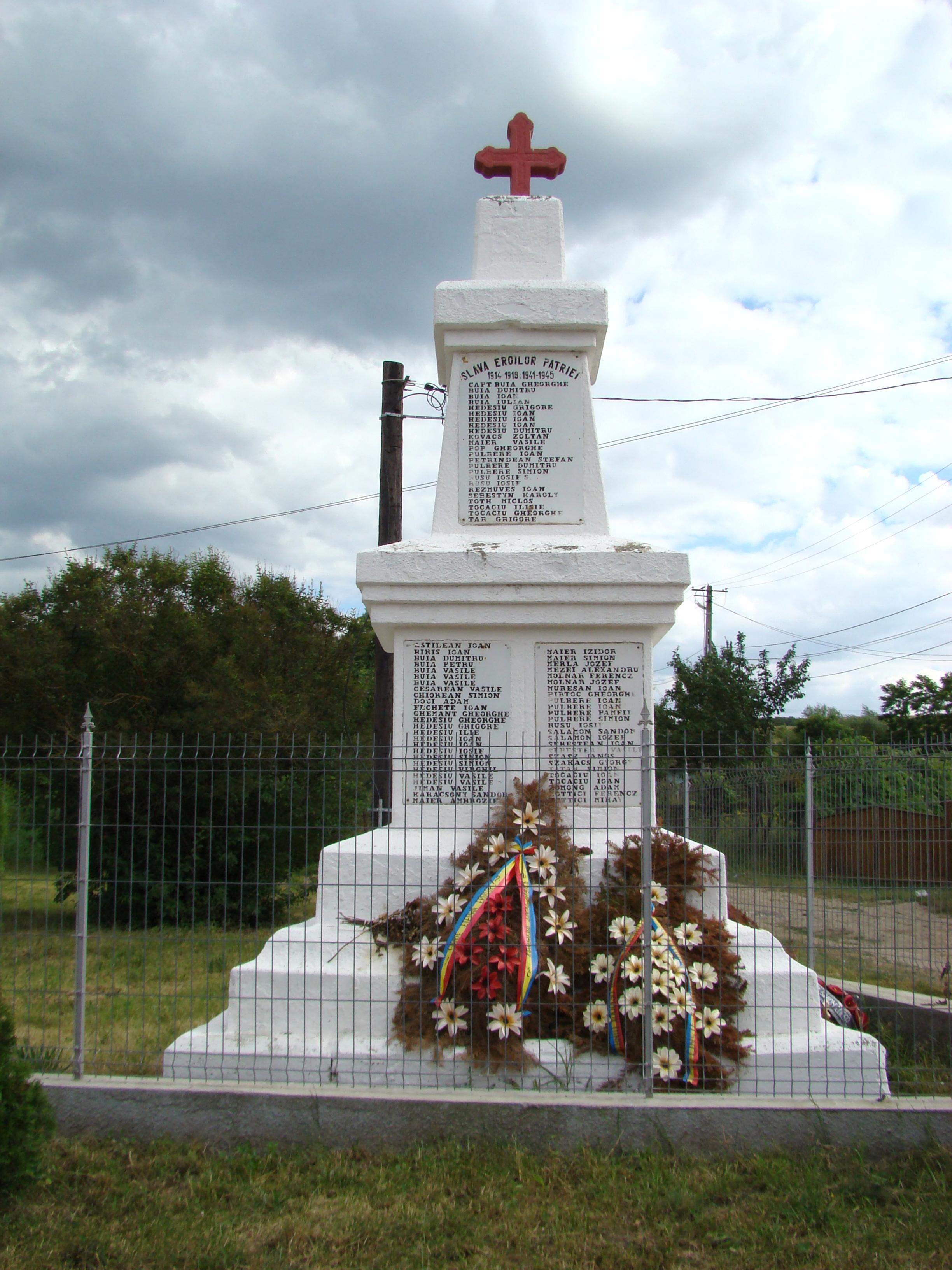
Monumentul Eroilor din Luna de Jos
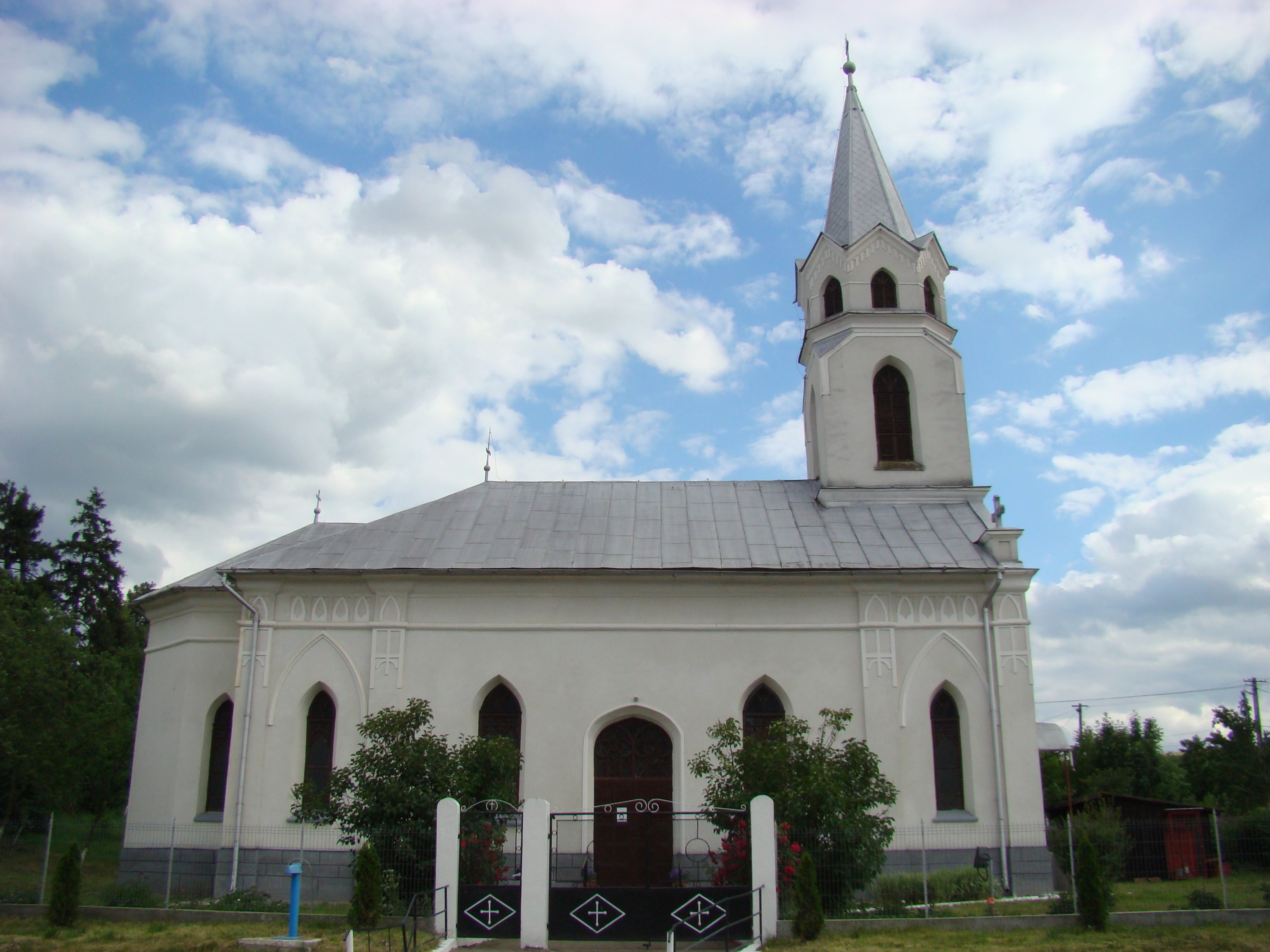
Biserica ortodoxă din Luna de Jos
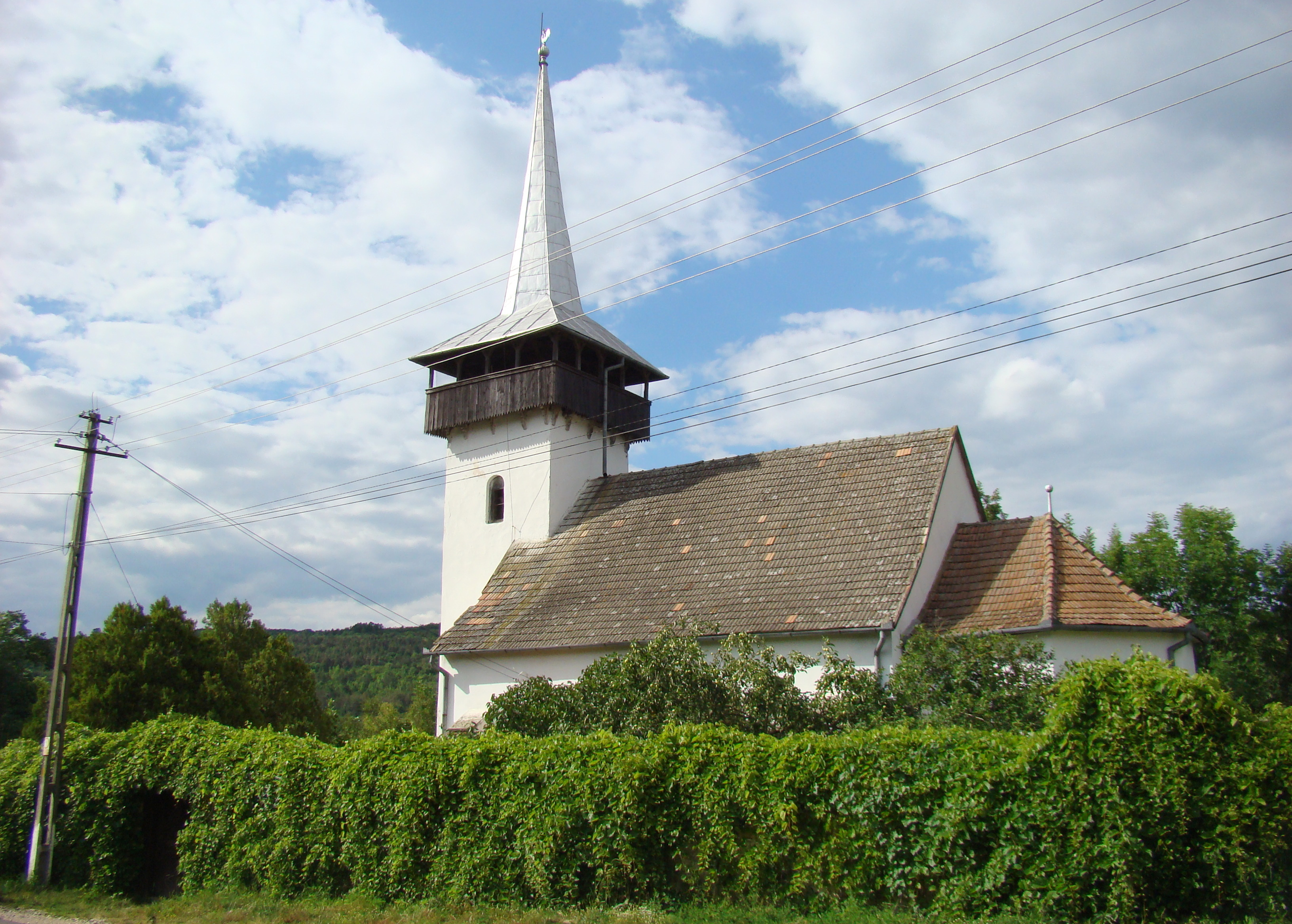
Biserica reformată (monument istoric)
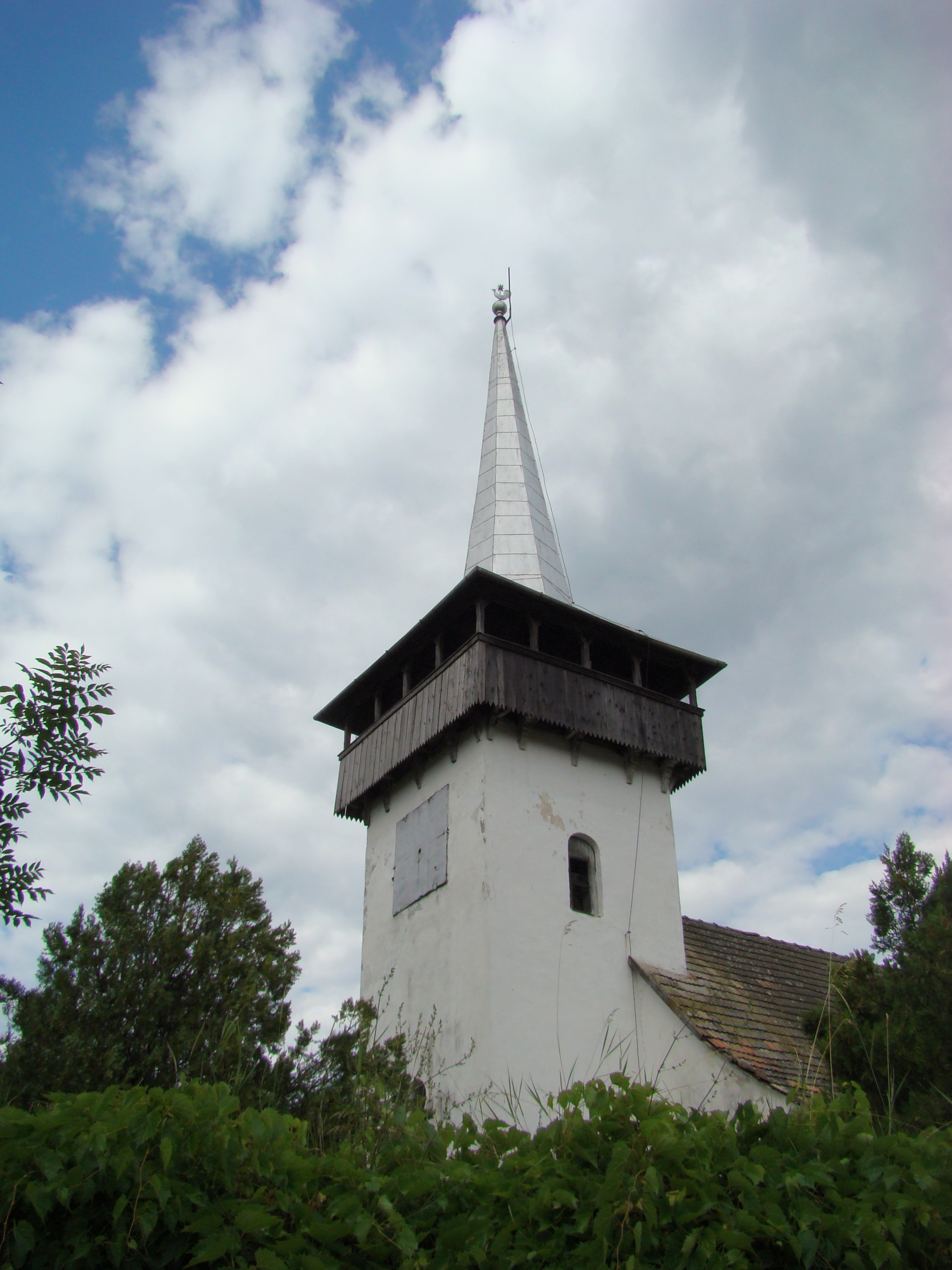
Turnul bisericii reformate
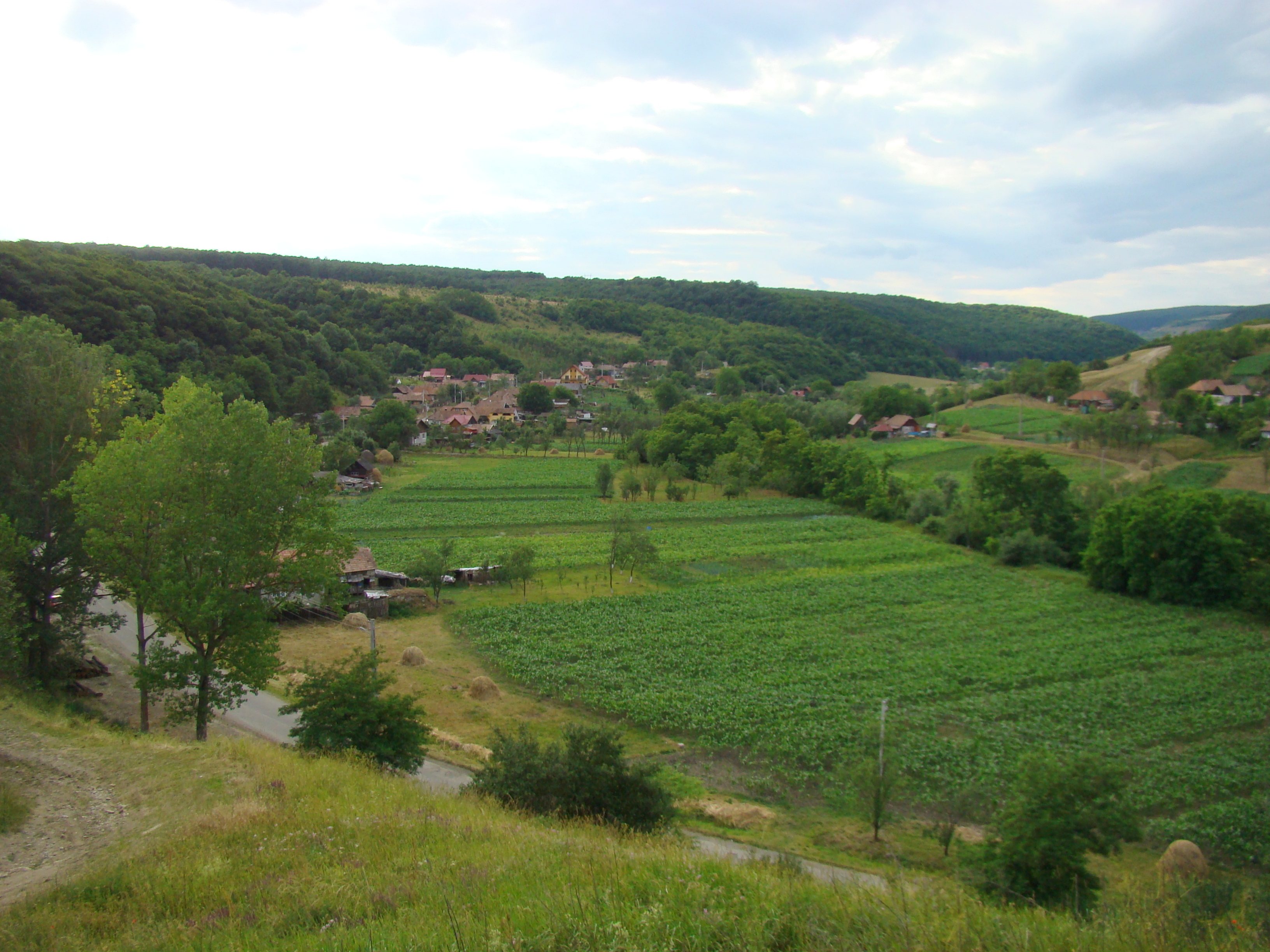
Dăbâca
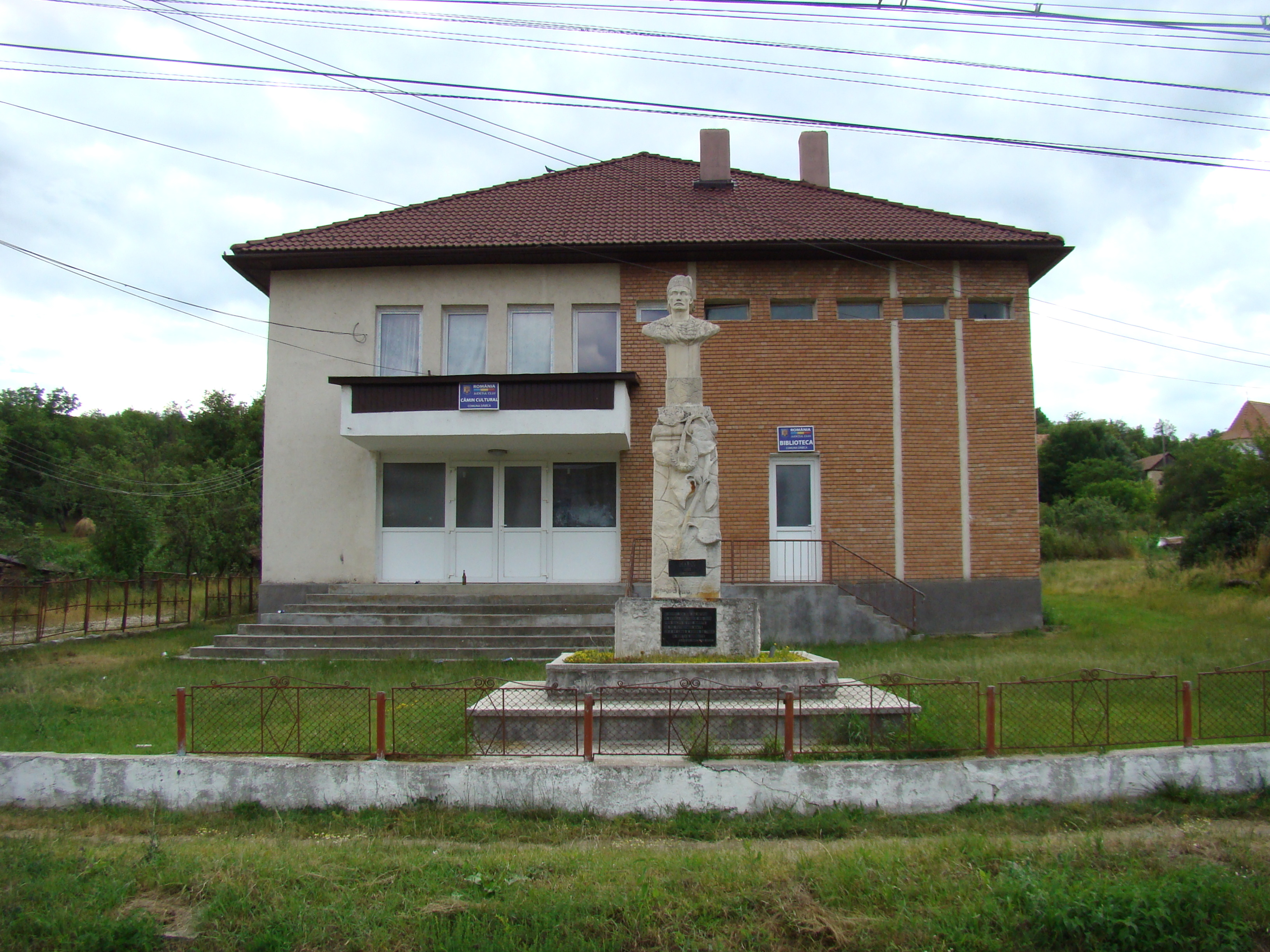
Bustul voievodului Gelu
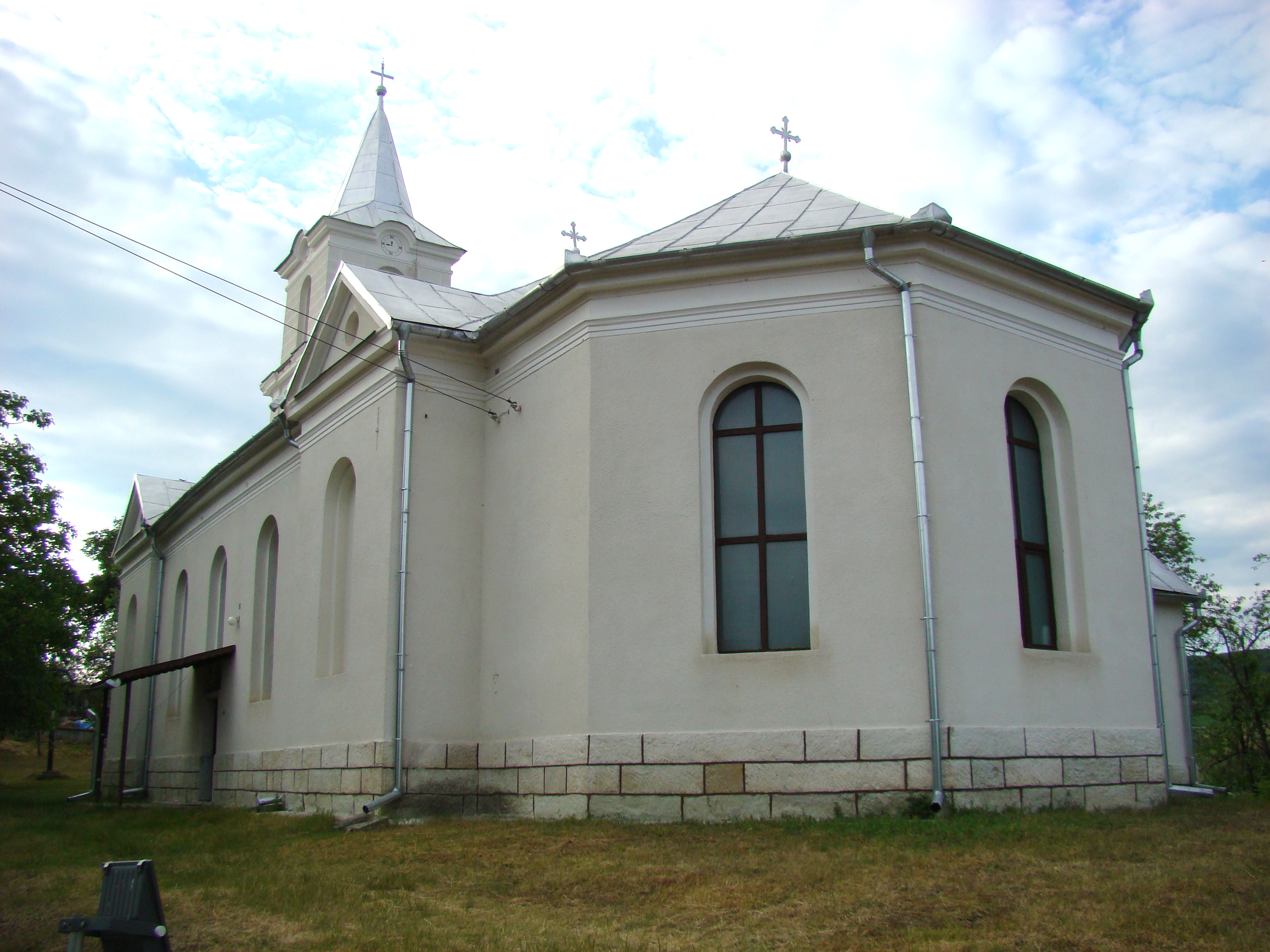
Biserica ortodoxă (inițial greco-catolică, construită în 1904 și având atunci hramul Naşterea Sf. Fecioare Maria)
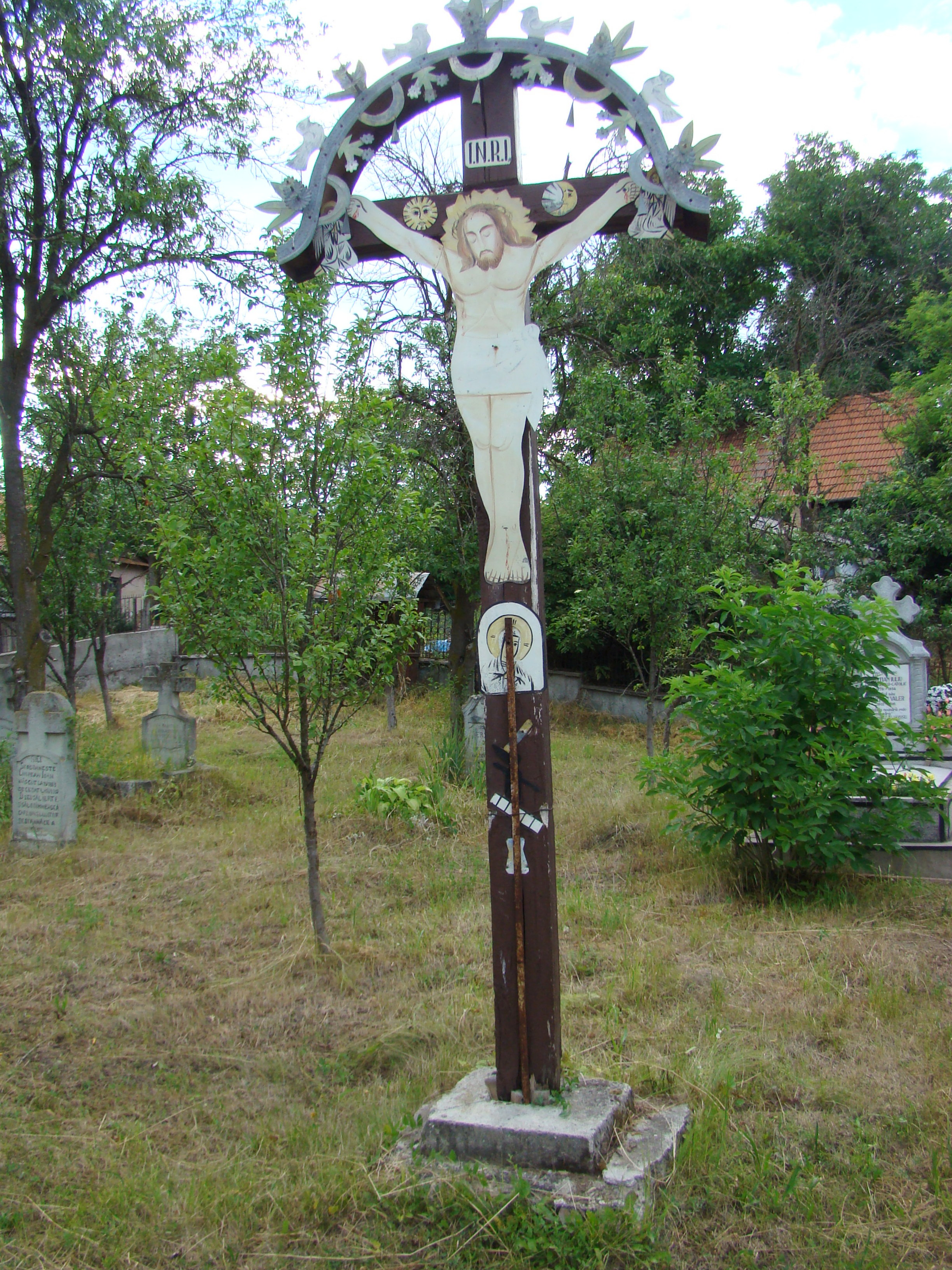
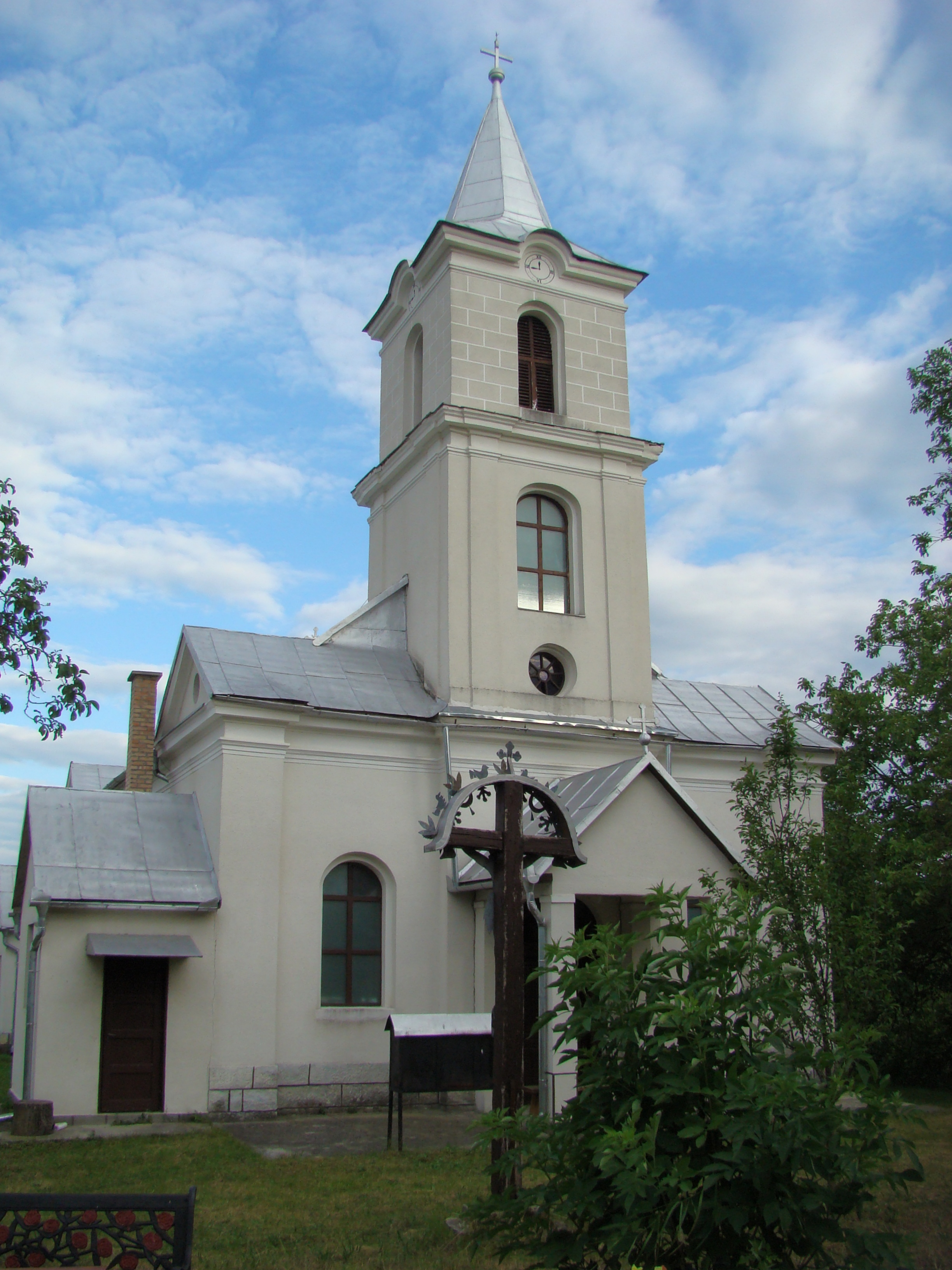
Biserica (vest)
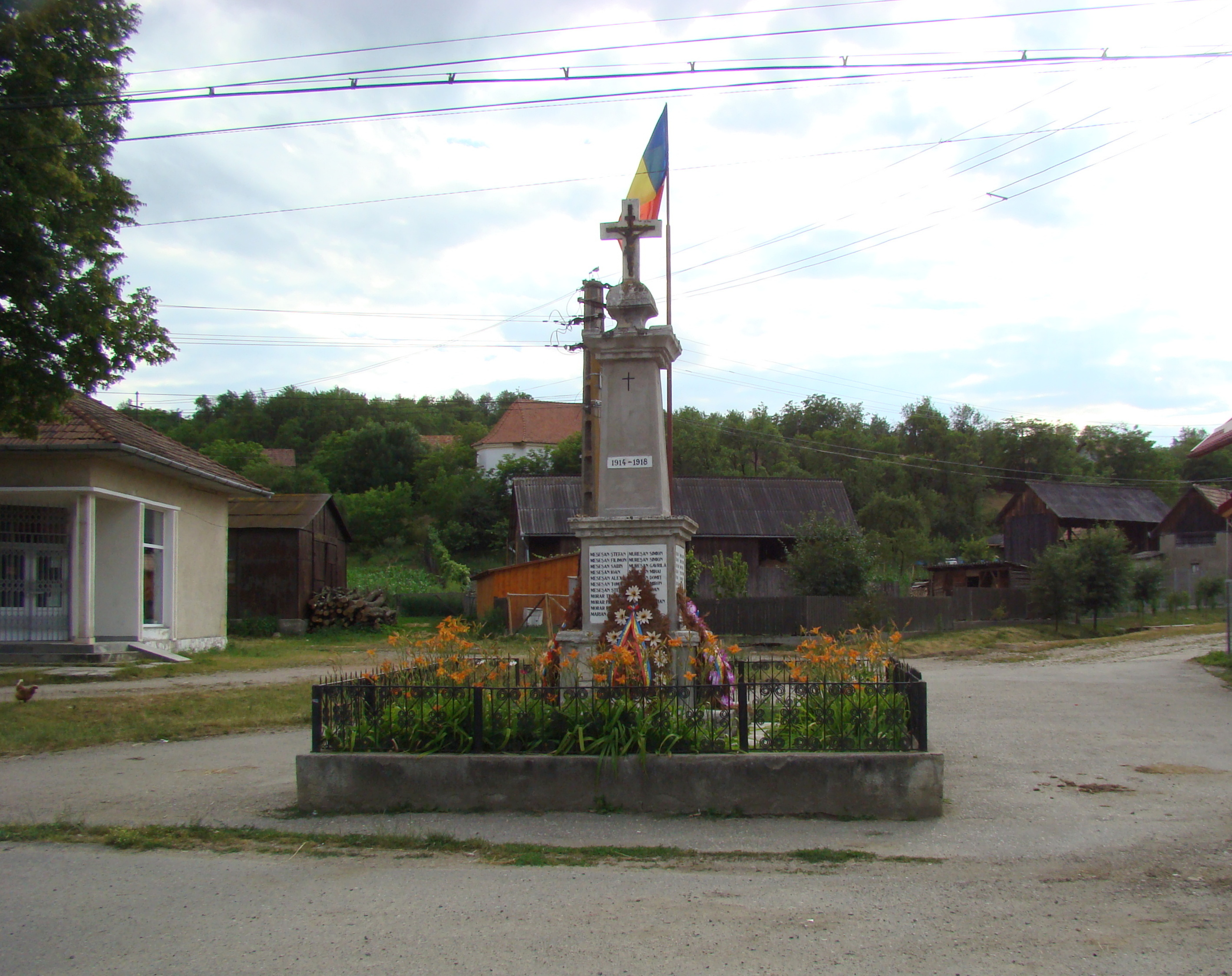
Monumentul Eroilor din Dăbâca
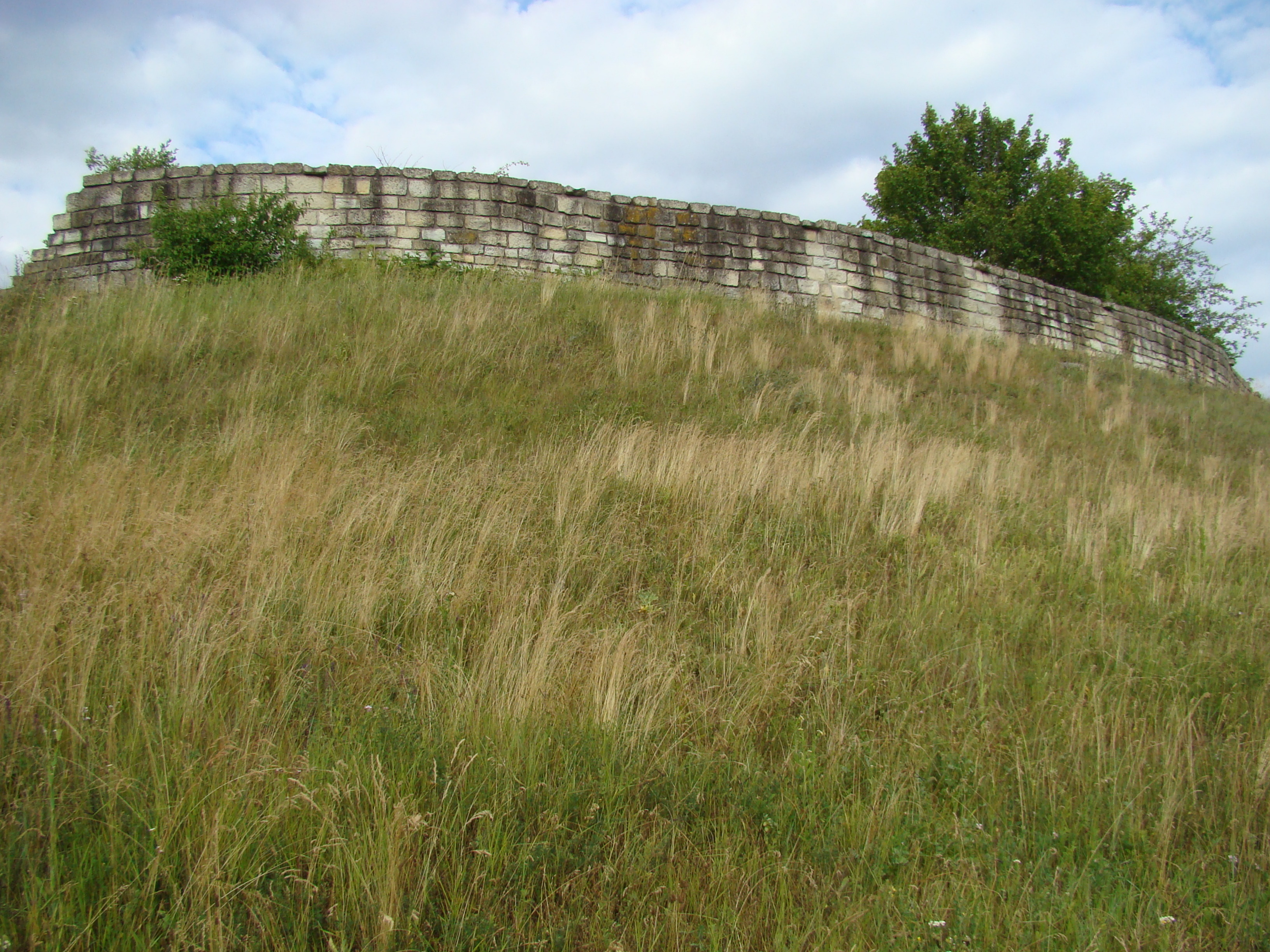
Ansamblul fortificat Dăbâca
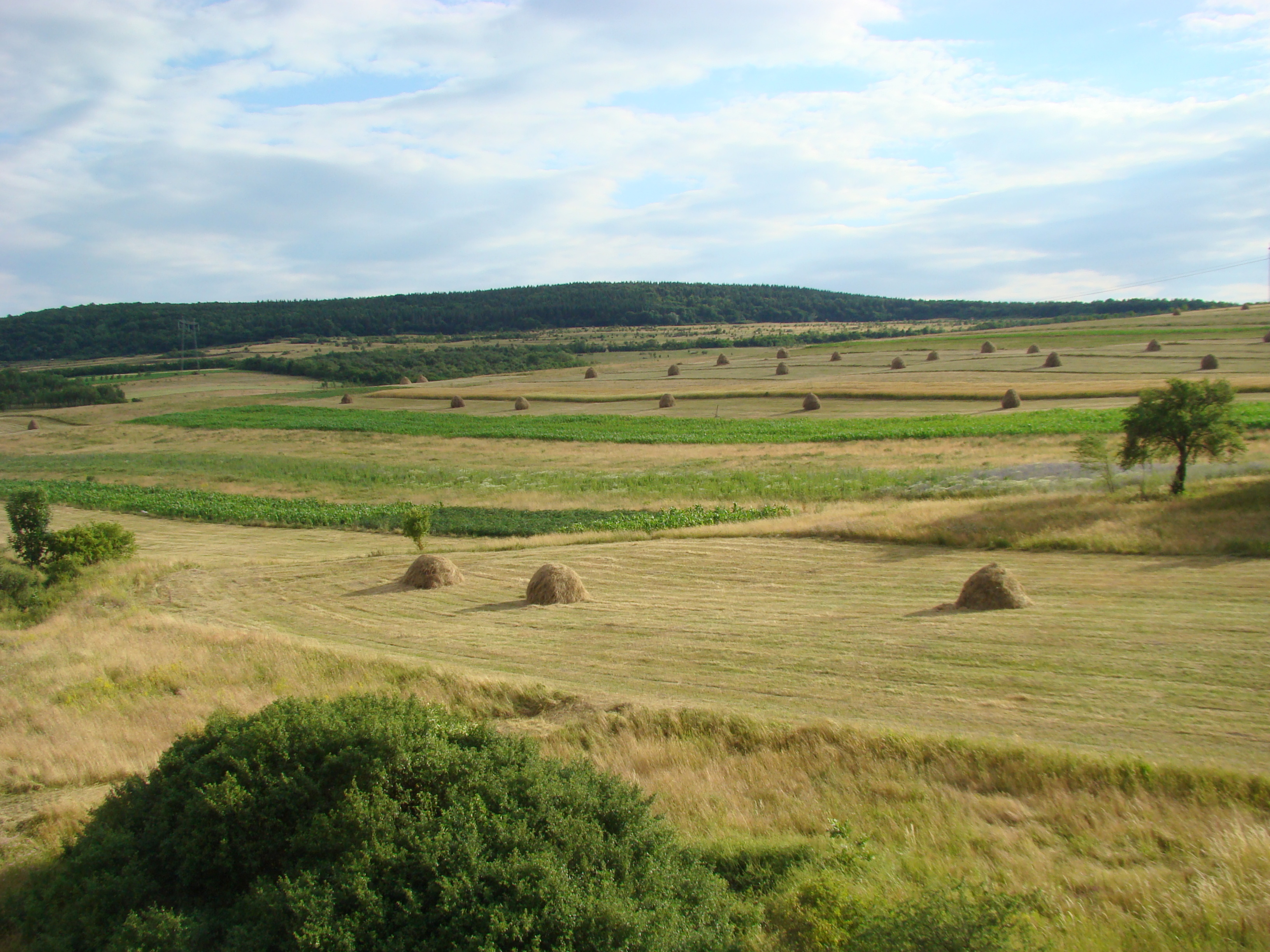
Dăbâca
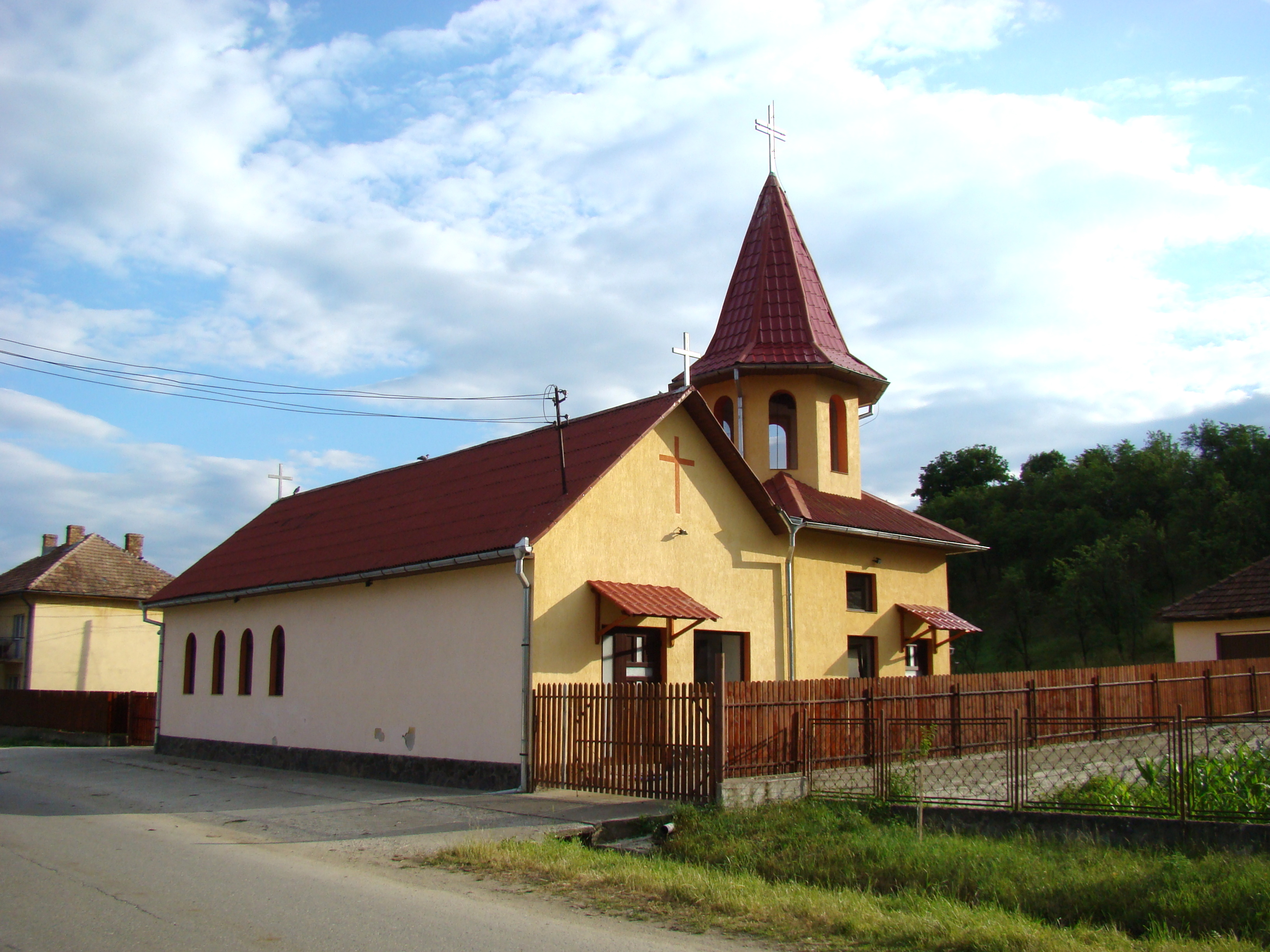
Biserica greco-catolică din Dăbâca
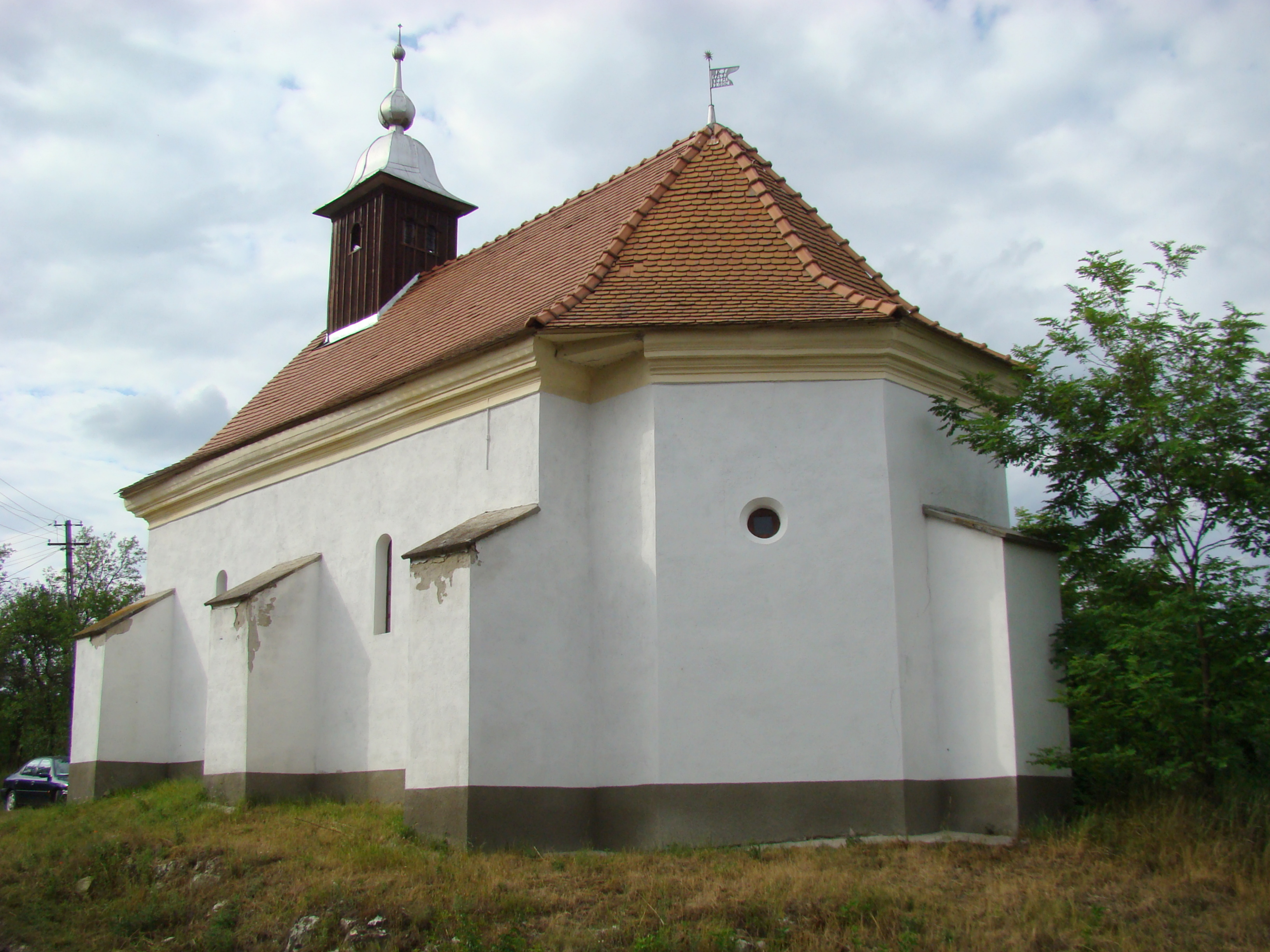
Biserica reformată (monument istoric)
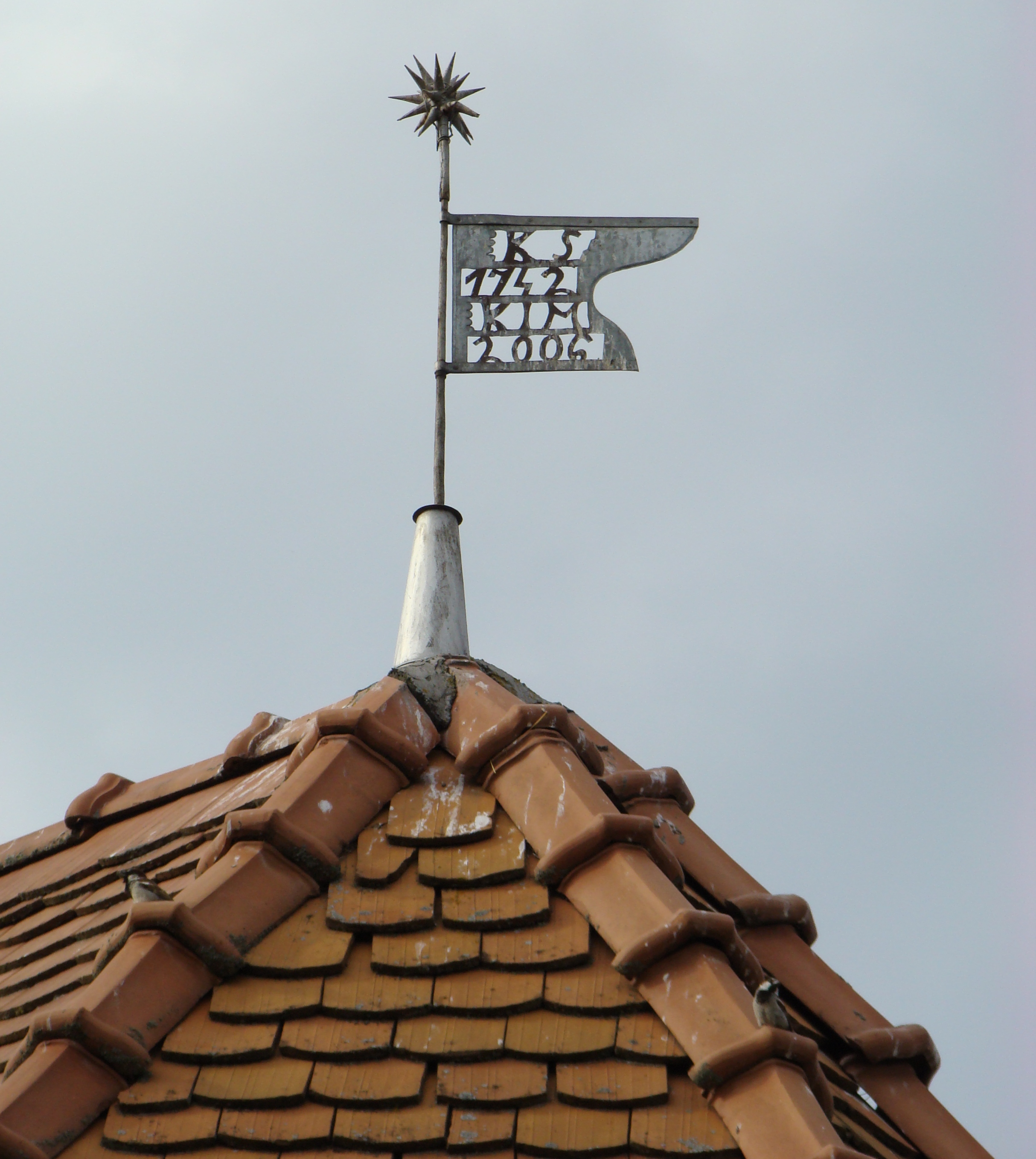
Biserica reformată (detaliu)
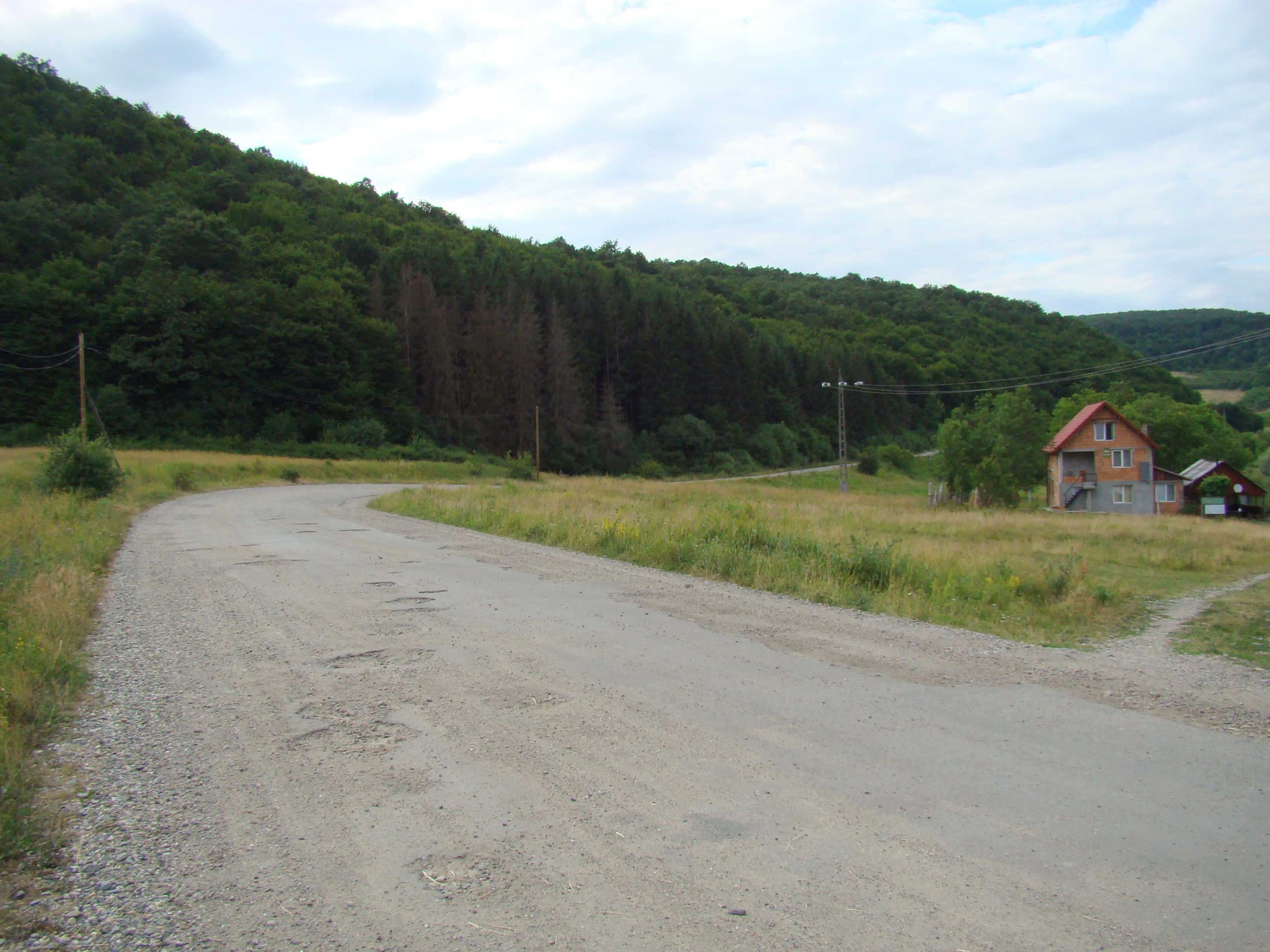
Drumul Dăbâca-Pâglișa
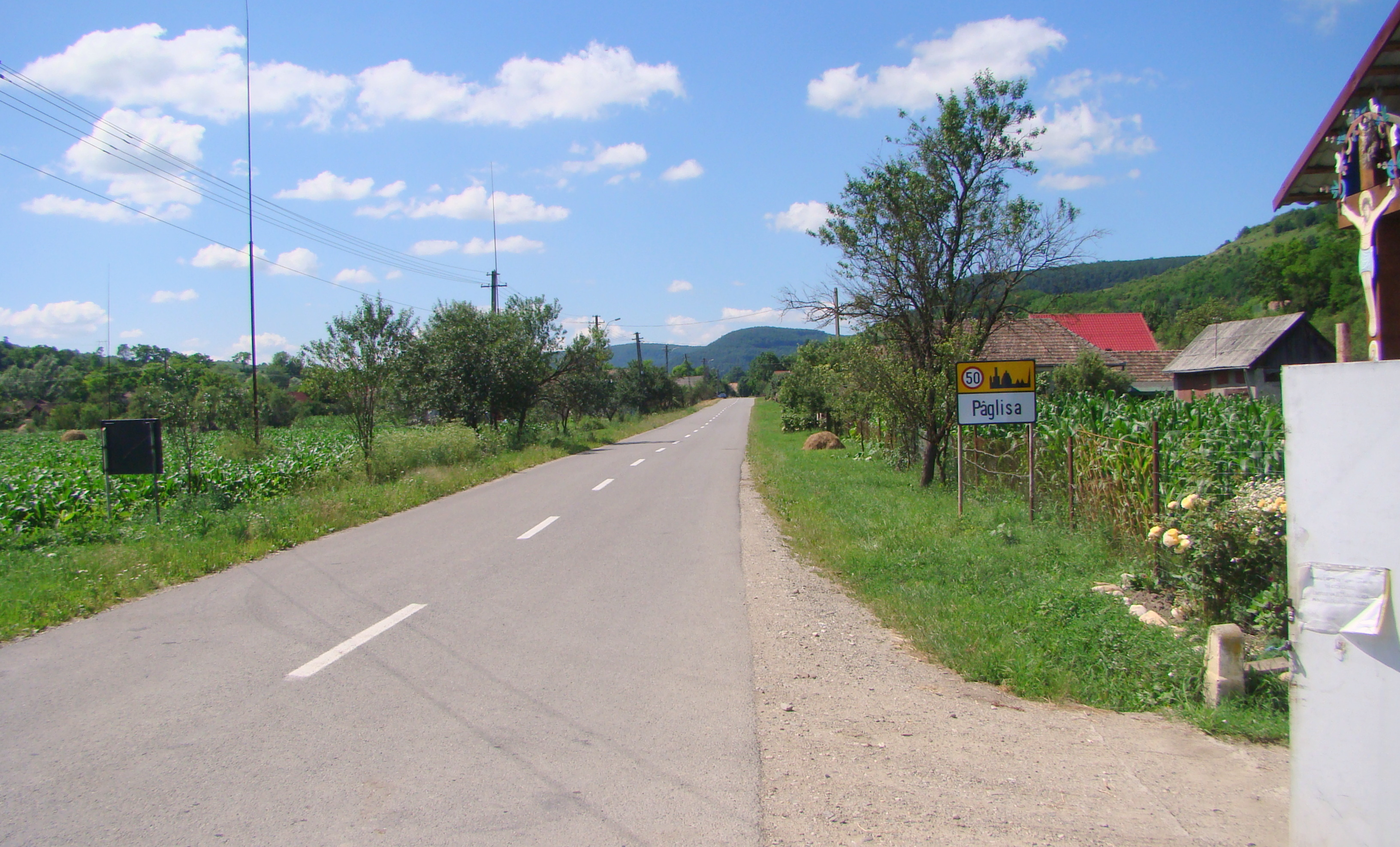
Intrarea în satul Pâglișa
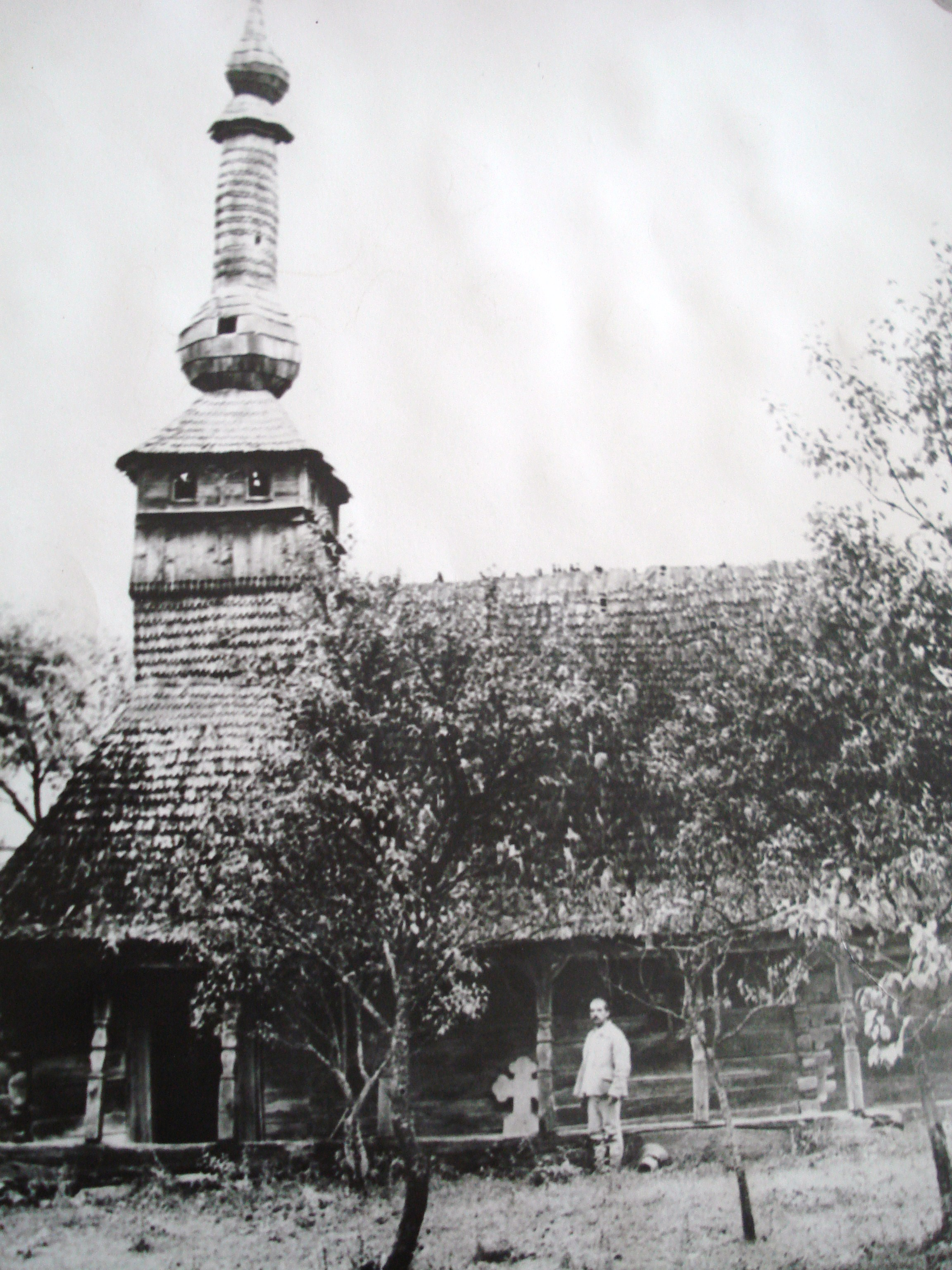
Vechea biserică din lemn din Pâglișa
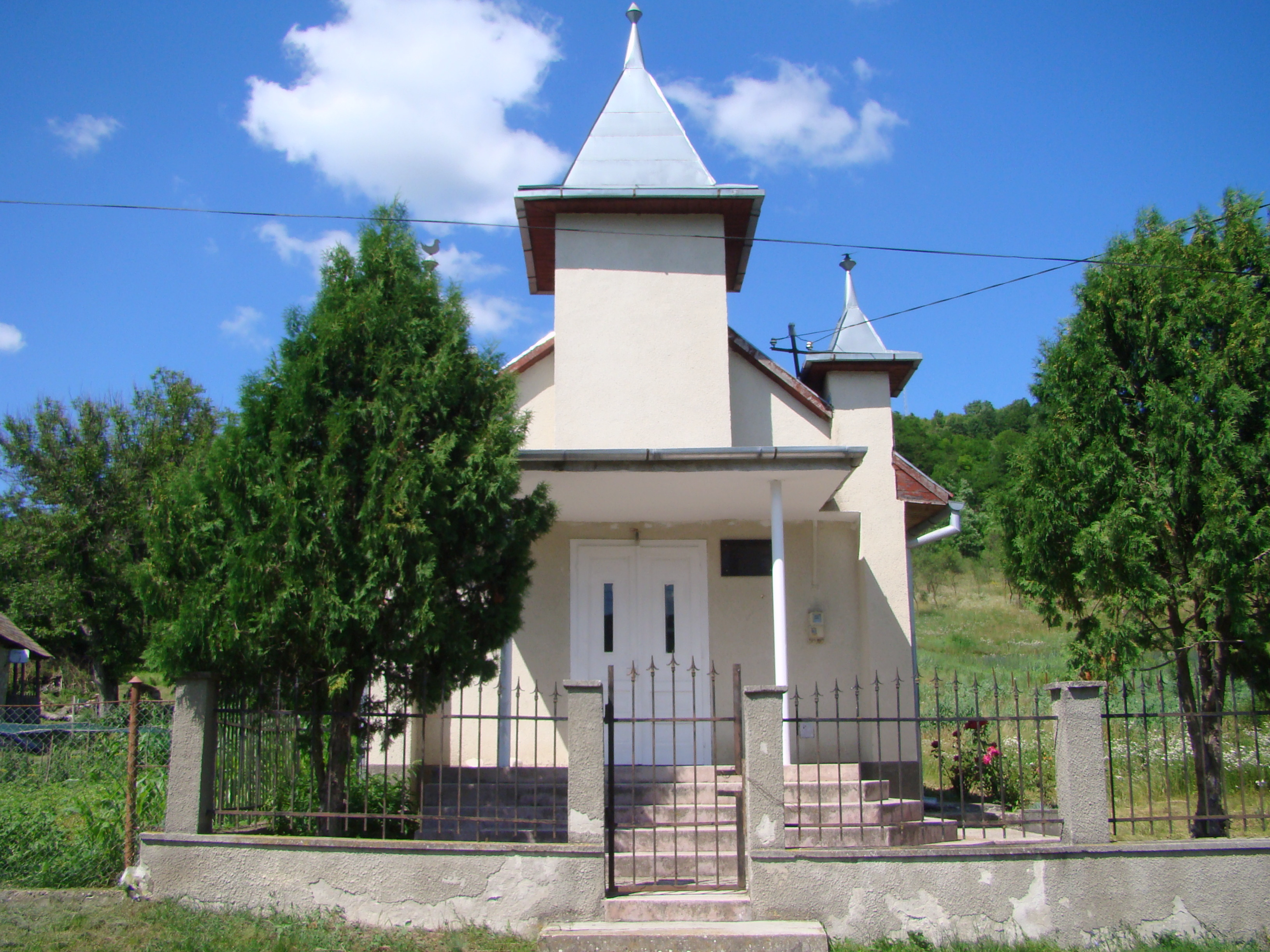
Pâglișa, județul Cluj
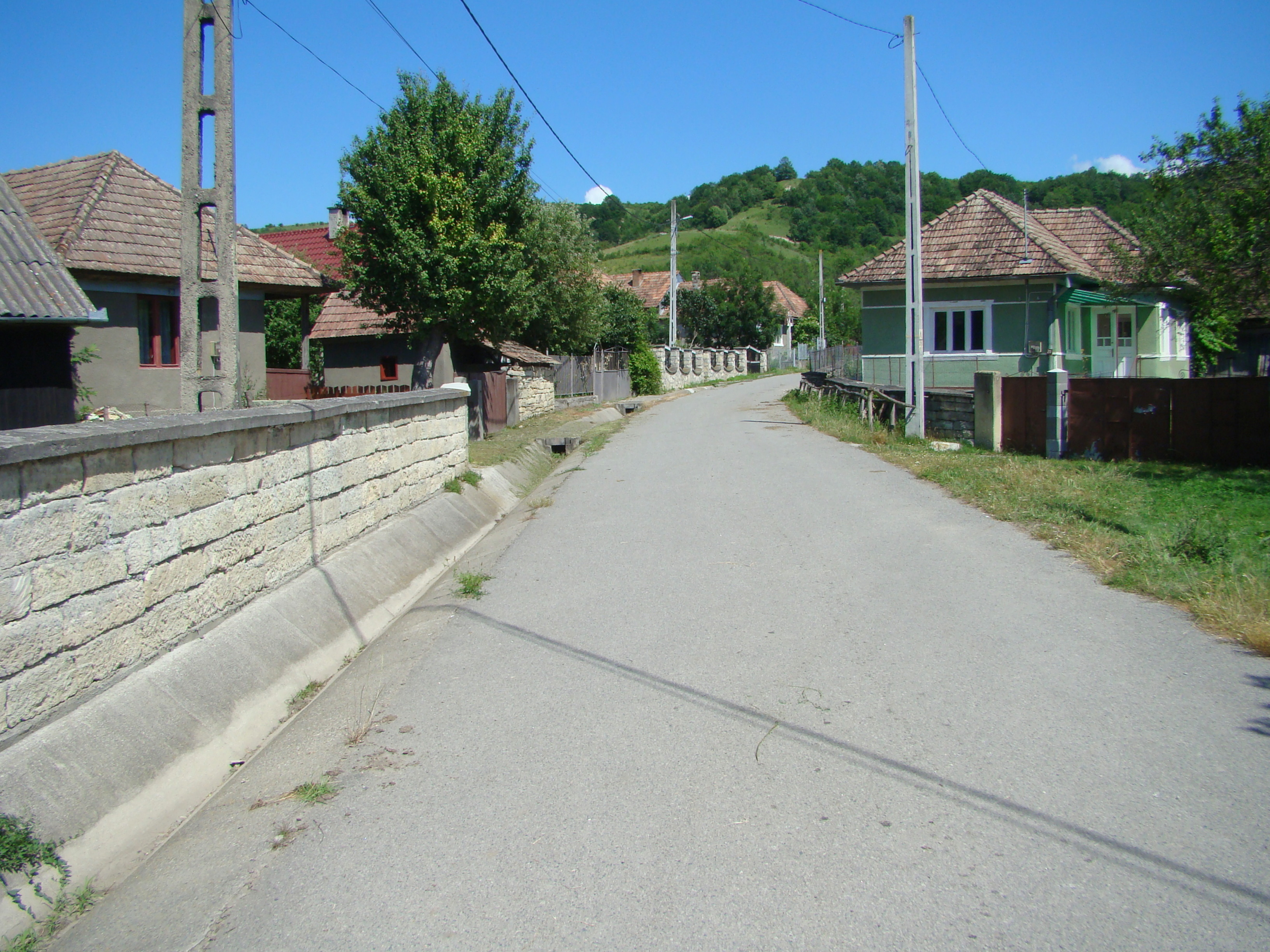
Pâglișa, județul Cluj
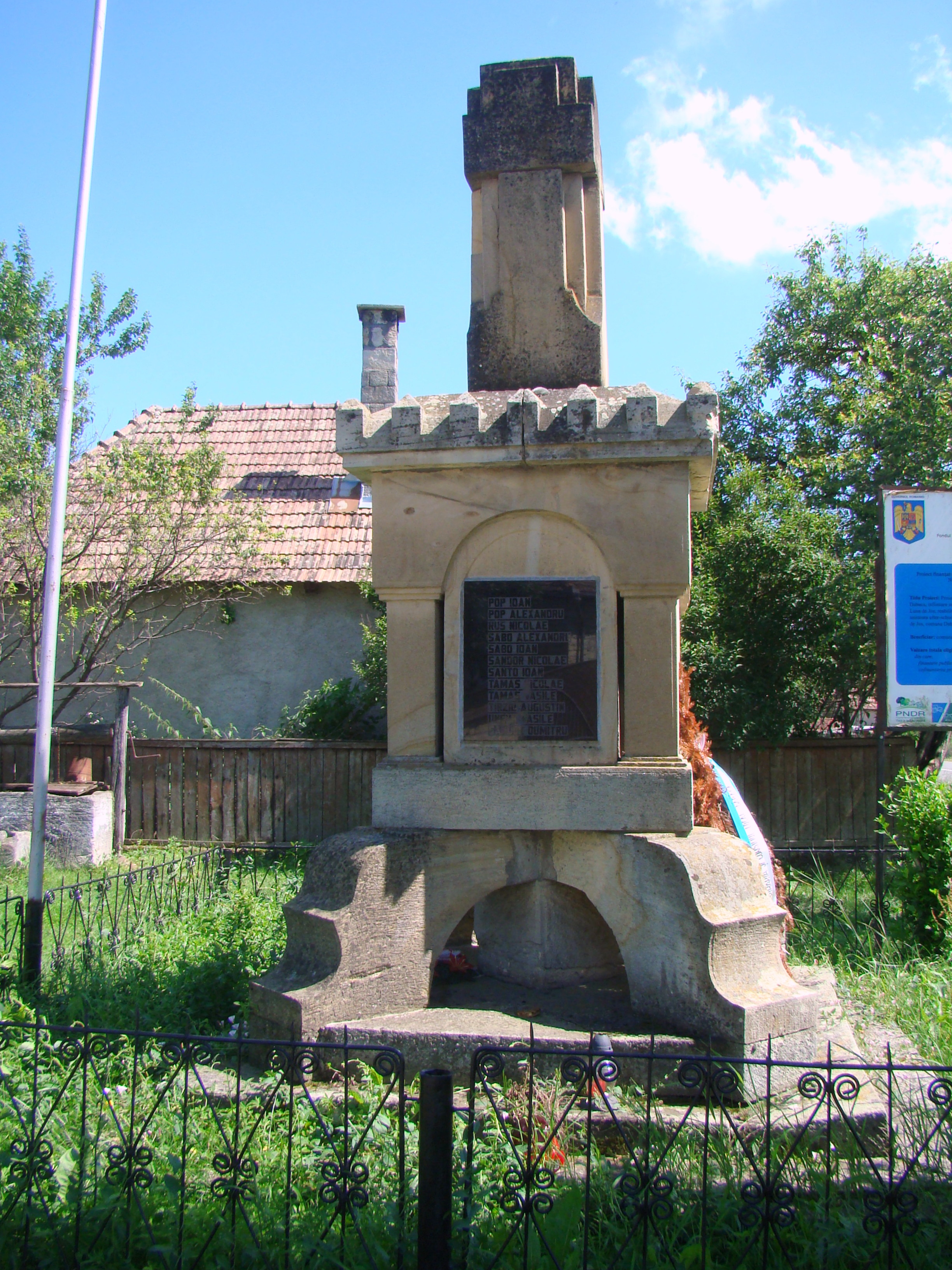
Monumentul eroilor
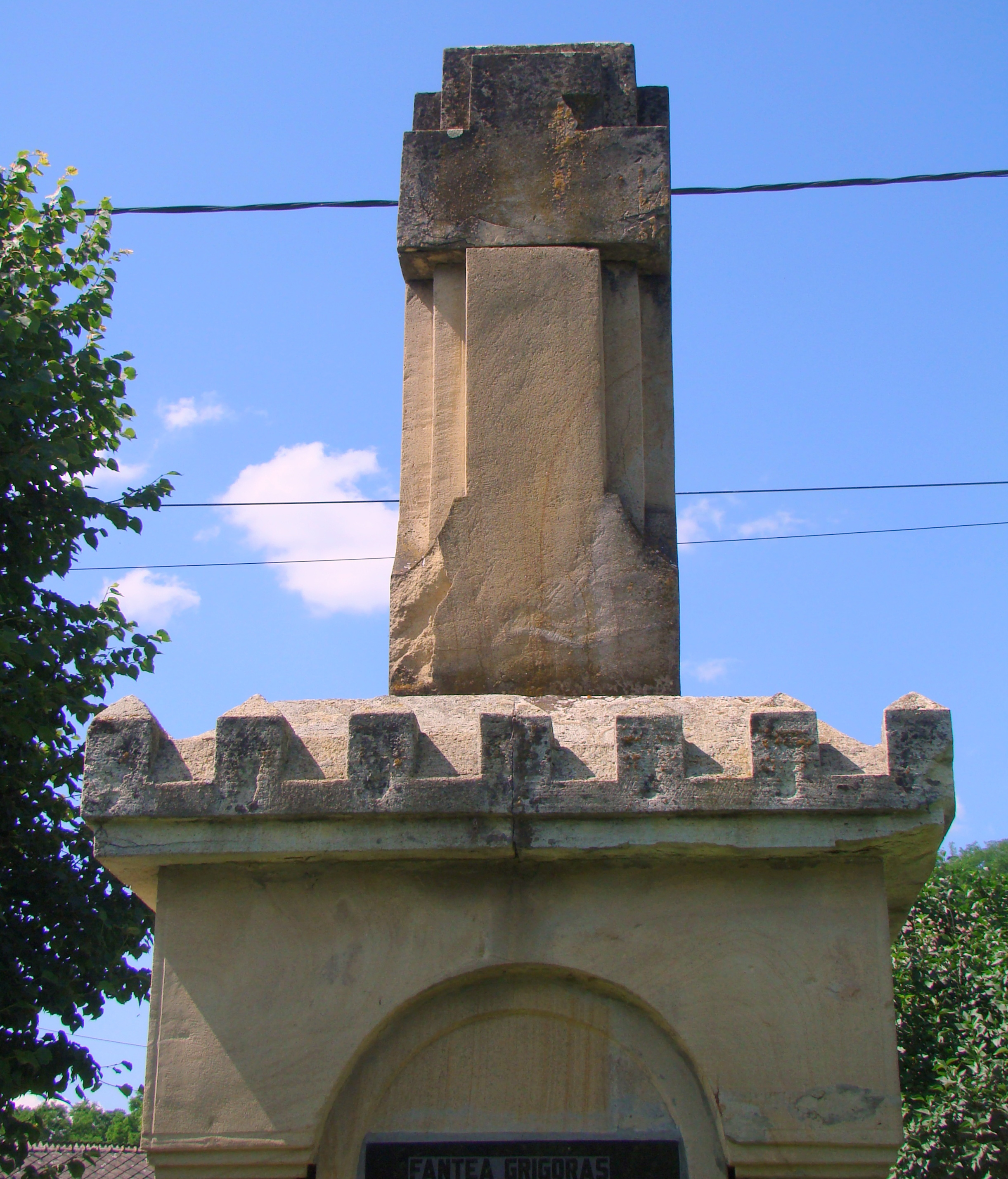
Monumentul eroilor (detaliu)
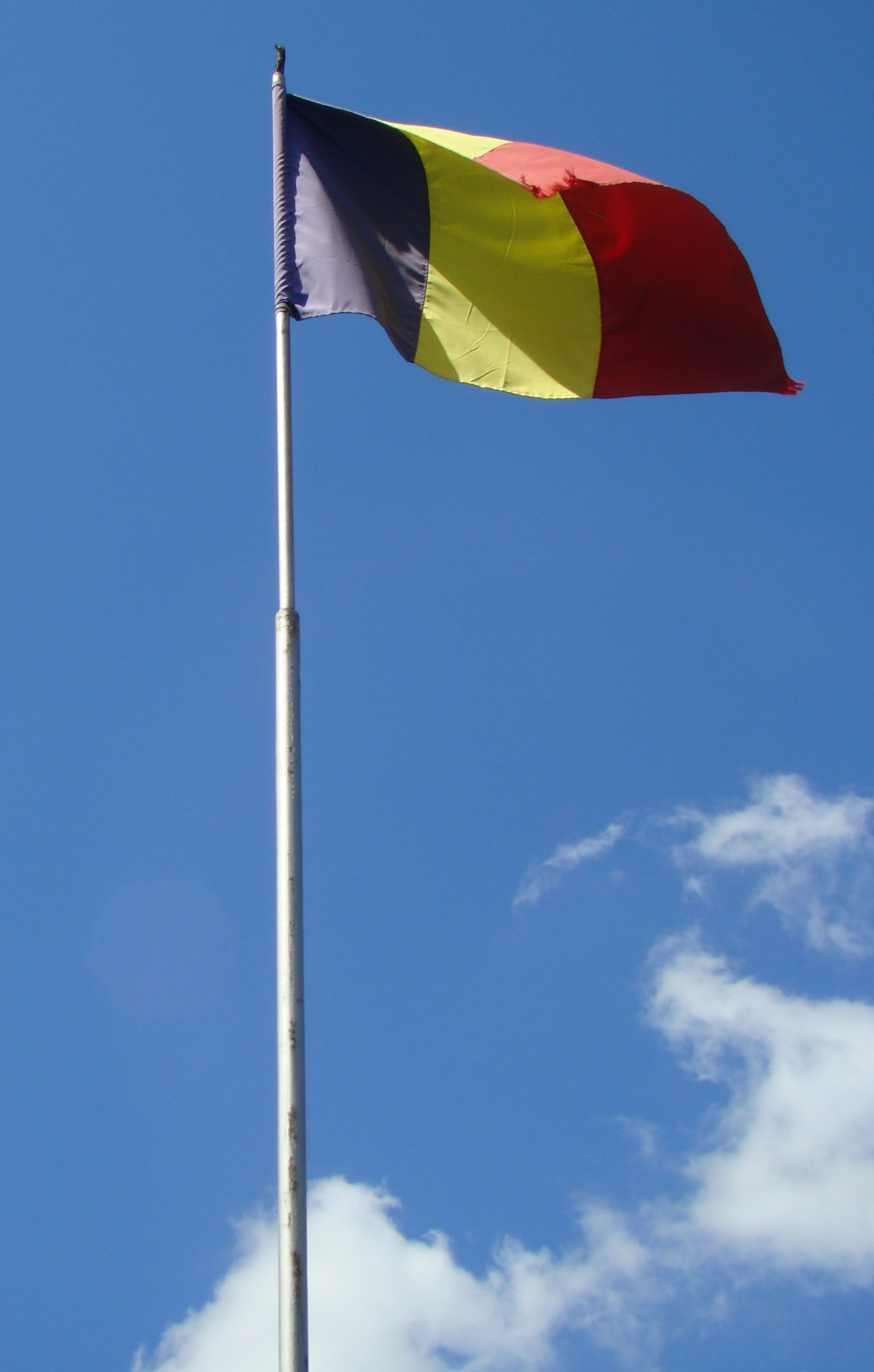
Monumentul eroilor (detaliu)
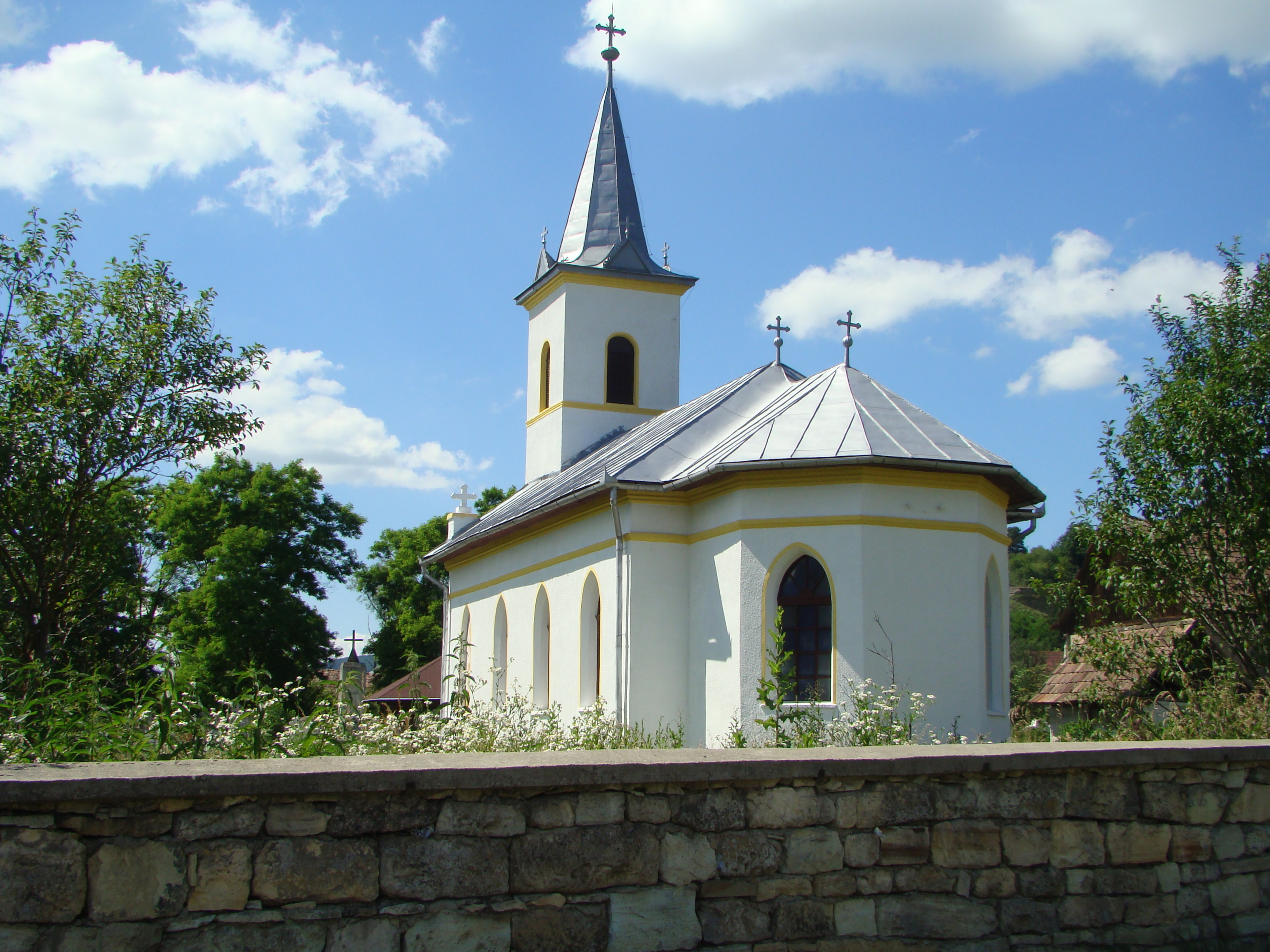
Biserica „Sfinții Arhangheli Mihail și Gavriil”
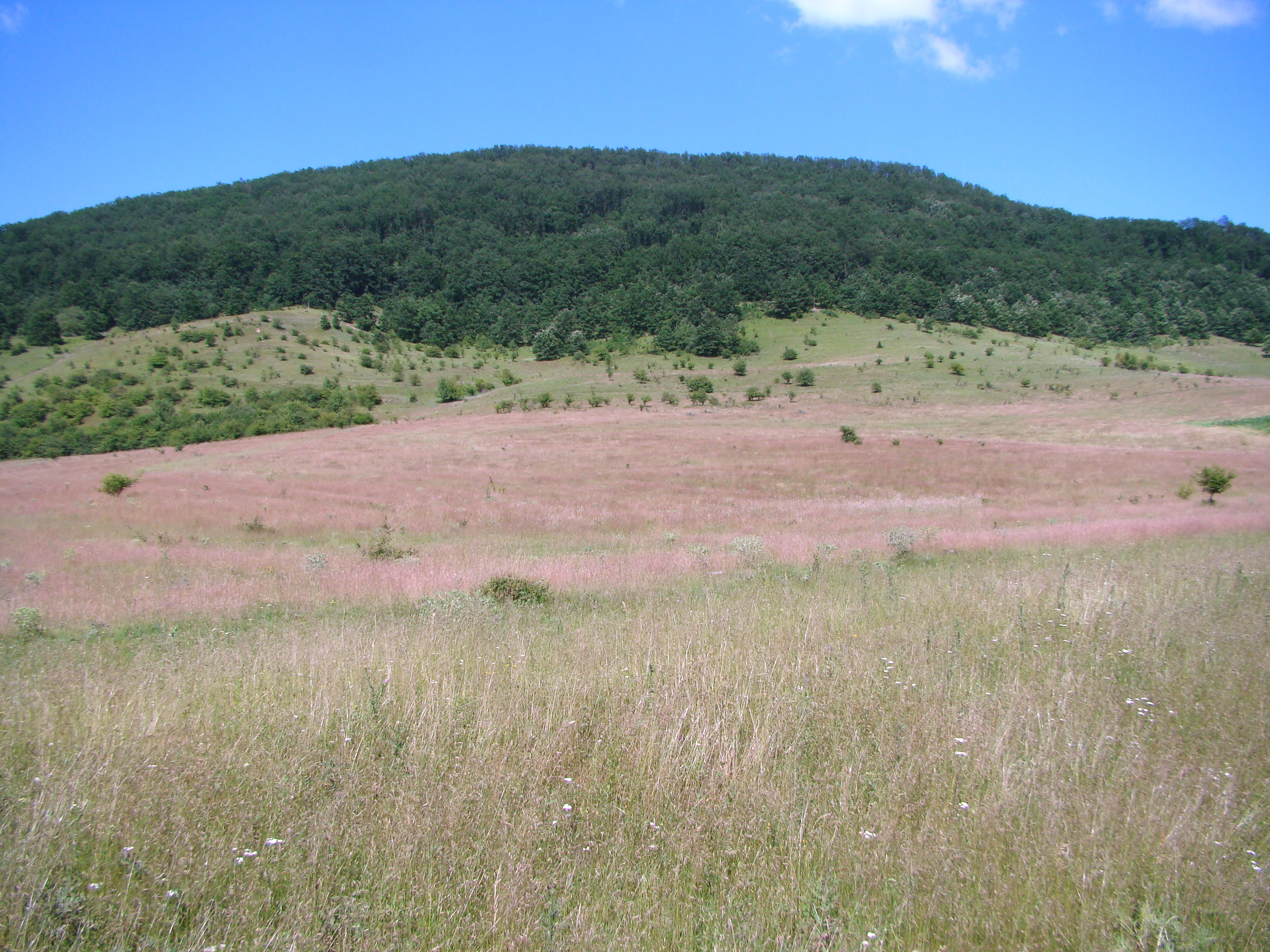
Împrejurimi
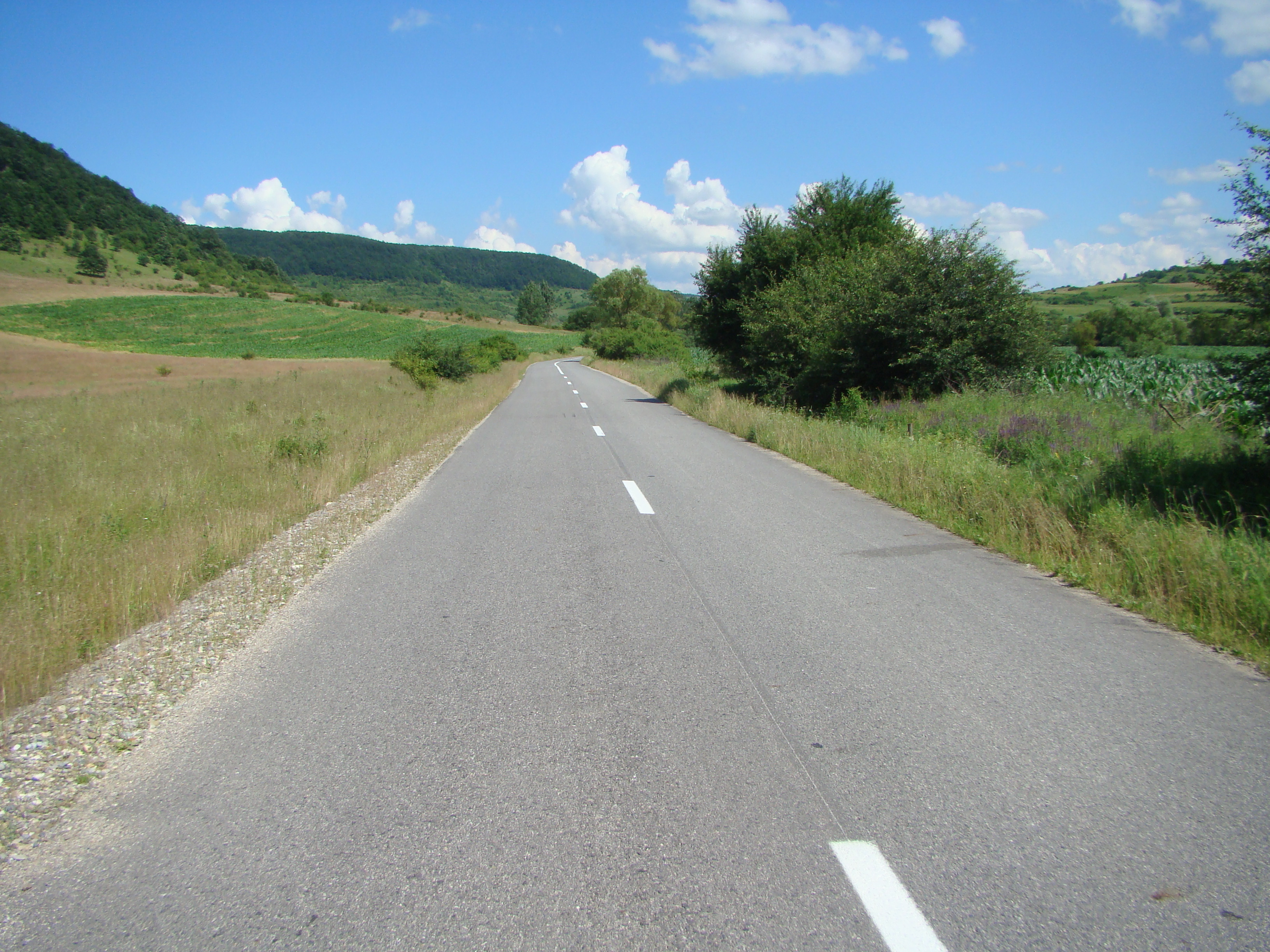
Drumul Pâglișa-Dârja